# Sports au Touquet-Paris-Plage
Dès l'origine de la création de la commune du Touquet-Paris-Plage en mars 1912, l'activité sportive y a été importante, et elle a même commencé au tout début du  XXe siècle, lorsque le Touquet-Paris-Plage s'appelait encore Paris-Plage.

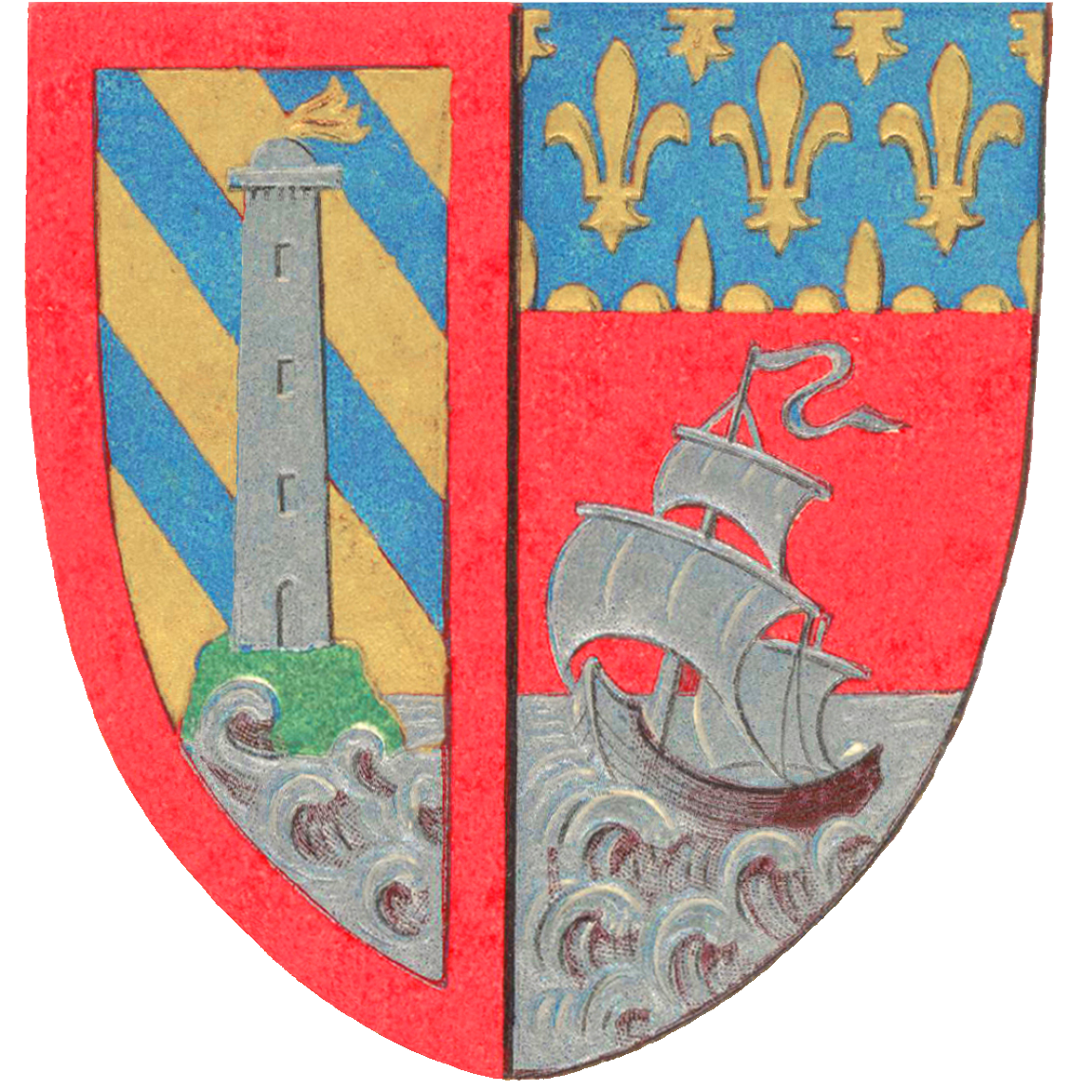
Blason du Touquet-Paris-Plage.

## Historique
Qualifiée depuis l'origine de paradis des sports, la commune du Touquet-Paris-Plage dispose de sportifs de haut niveau et organise de nombreuses compétitions internationales. Au XXIe siècle, la pratique du sport est courante, mais ce n'était pas le cas pour tous, au début du XXe siècle où furent pourtant organisés le premier concours hippique, le premier concours international de tir à l'arc, la première course automobile, etc.
Les 13 et 14 juillet 1903, le baron Pierre de Coubertin inaugure le « champ des sports » (course à pied, cross country, escrime, lawn-tennis, bicyclette, etc.). Le « Cercle International du Touquet » est créé par le grand-duc Michel de Russie, le baron Pierre de Coubertin, le prince de Faucigny-Lucinge, le 2e duc de Morny et Allen Stoneham dans le but de favoriser les courses de chevaux, les tirs aux pigeons, le golf et tous les sports.
Maurice Louis Bandeville est nommé directeur des sports de la station, poste qu'il occupe jusqu'en 1914, il établit, en 1905, les statuts de la « société des Sports du Touquet » créée en 1903.
Dès les années 1910, les tournois internationaux de tennis attirent les meilleurs joueurs, Suzanne Lenglen remporta le tournoi de 1913 alors qu'elle n'avait que 14 ans.
C'est au Touquet-Paris-Plage qu'est né le « char à voile », sport dérivé de l'« aéroplage », engin conçu par Louis Blériot dans les années 1910 et perfectionné par le Touquettois Henri Demoury. Son fils Pierre Demoury remporta la première place aux championnats d'Europe de char à voile 1965, organisés au Touquet-Paris-Plage ; il fut ensuite la vedette du salon nautique de Paris en 1965 avec « la Banane » (char de classe 1), sa dernière création avec laquelle il traversa le Sahara en compagnie de Monique Gimel et de Christian Nau.

## Sports et sports-loisirs disparus
De nombreuses activités sportives ont existé et sont aujourd'hui disparues.
En juillet 1910 est ouvert, par M. Planson, le Modern Skating Rink qui accueille les adeptes des patins à roulettes. Il est situé à l'angle sud-ouest de la rue de Moscou et de l'ancienne place Quentovic. Il offrait une piste de 1 000 m2 en carreaux d'asphalte comprimés.
1911, premières courses de lévriers organisées au golf par Allen Stoneham.
Le 24 avril premier combat de coqs au café Grujon, rue de Moscou, organisé par les « fines plumes de Touquet ».
Le 5 juillet 1927 est inauguré, à l'extrémité ouest du champ de courses, le tir aux pigeons. À noter qu'il existait depuis 1892, installé près de l'embouchure de la Canche et de l'ancien sémaphore, puis installé en 1903 au lieu-dit « Le Paradis Thérèse », puis de 1909 à 1927 en face de la gendarmerie,.
Au début des années 1930, un groupe de sportifs importe d'Australie le ski sur sable, il était pratiqué sur les dunes.

## AuXXesiècleetXXIesiècle
La commune, fidèle à sa renommée de « Paradis des Sports », continue à entretenir une activité sportive très intense, bien que la population ne soit que de l'ordre de 5 000 habitants.

### Sports collectifs

#### Cyclisme

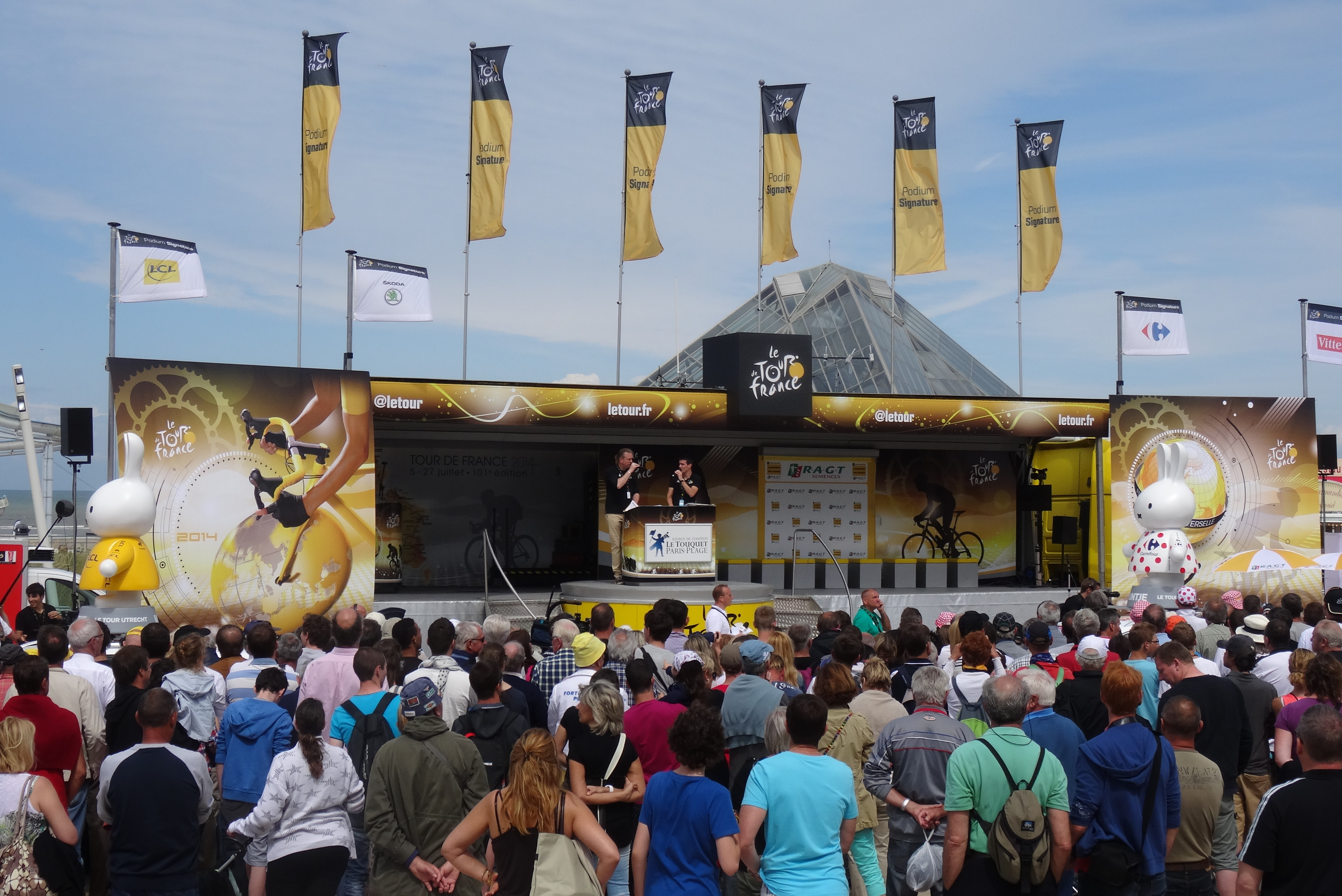
Le tour de France 2014.

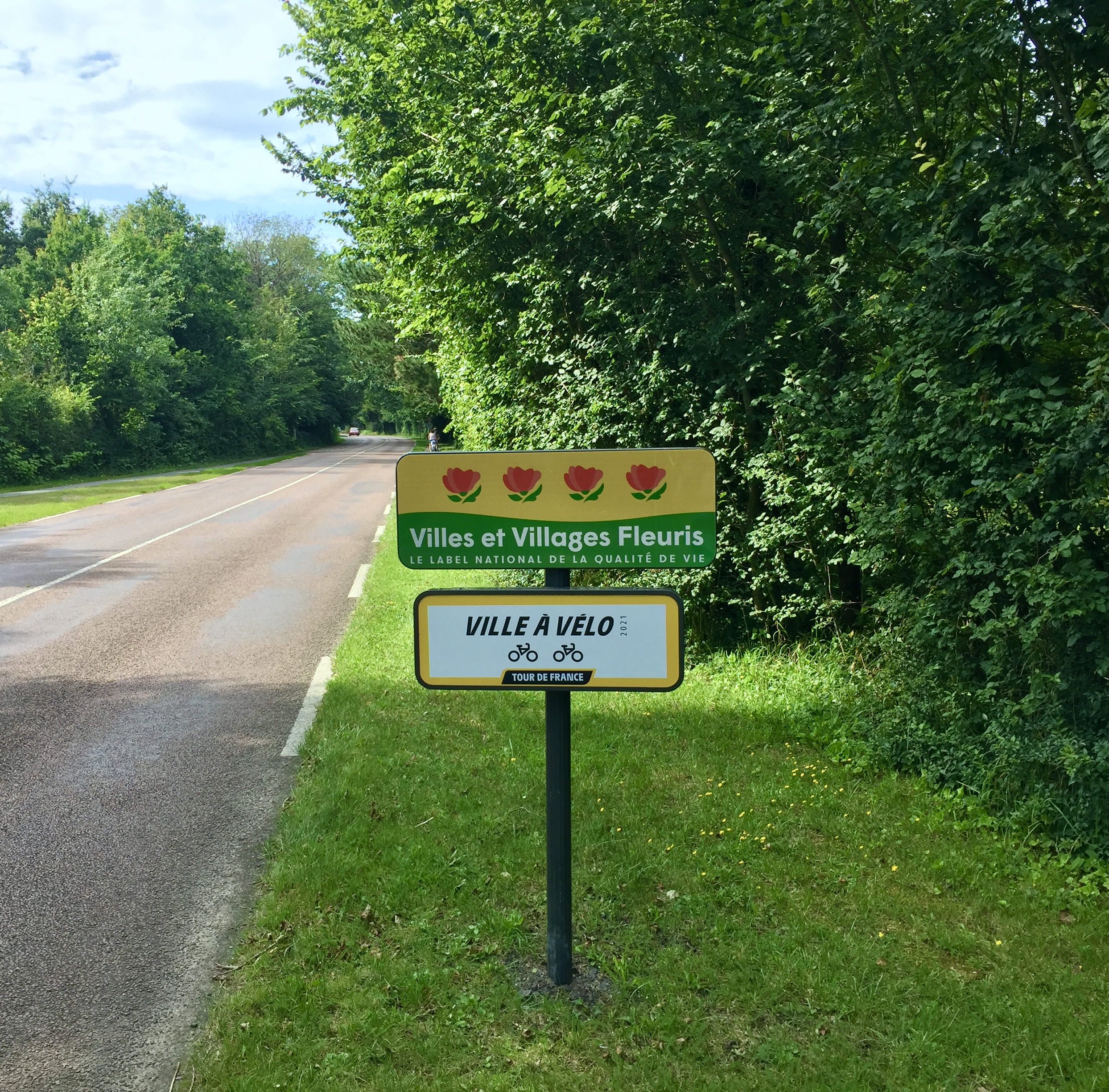
Le panneau « Ville à Vélo du Tour de France ».

Le Touquet athletic club cyclisme résultat du mariage, en 1994, entre l'avenir cycliste touquettois, créé en 1968 sous l'impulsion de Léonce Deprez premier adjoint et Richard Burrows et présidé par Yves Cousin pendant vingt ans et du Touquet athletic club cyclotourisme, Raymond Cannie a également été dirigeant du TAC cyclisme pendant plus de quarante ans. L'histoire du cyclisme touquettois est marqué par l'émergence de champions comme Julien Grujon, aspirant professionnel en 1930 et 1932, il participe au tour de France 1928 (abandon après huit étapes), Edmond Browaeys, 24e de Paris-Roubaix (1937), Didier Ramet et Roger Gabisson font partie des meilleurs régionaux fin des années 1970, William Pérard professionnel en 1990 au service de Stephen Roche, Bastien Berloquin sélectionné pour le championnat du monde junior de VTT, Tony Leprêtre stagiaire professionnel à 17 ans et Mickael Mille qui intègre le club de Roubaix.
Le Touquet-Paris-Plage est à trois reprises ville-départ ou arrivée d'une étape du Tour de France cycliste. Après l'arrivée de la deuxième partie de la sixième étape en 1971, la station accueille en 1976 la troisième étape, disputée en contre-la-montre, ainsi que le départ de la quatrième étape. En 2014, la ville est le départ de la quatrième étape.
Le 6 mai 2021, la commune reçoit le label « Ville à Vélo du Tour de France » avec deux vélos et la plaque, à l'entrée de la commune, a été révélée le 5 juin.

#### Football
L'histoire du football au Touquet-Paris-Plage commence à...Paris-Plage le 11 septembre 1910 lorsque Maurice Louis Bandeville, le pionnier du paradis des sports, organise un match entre l'Olympique Lillois et le Picked London team.

#### Hockey sur gazon

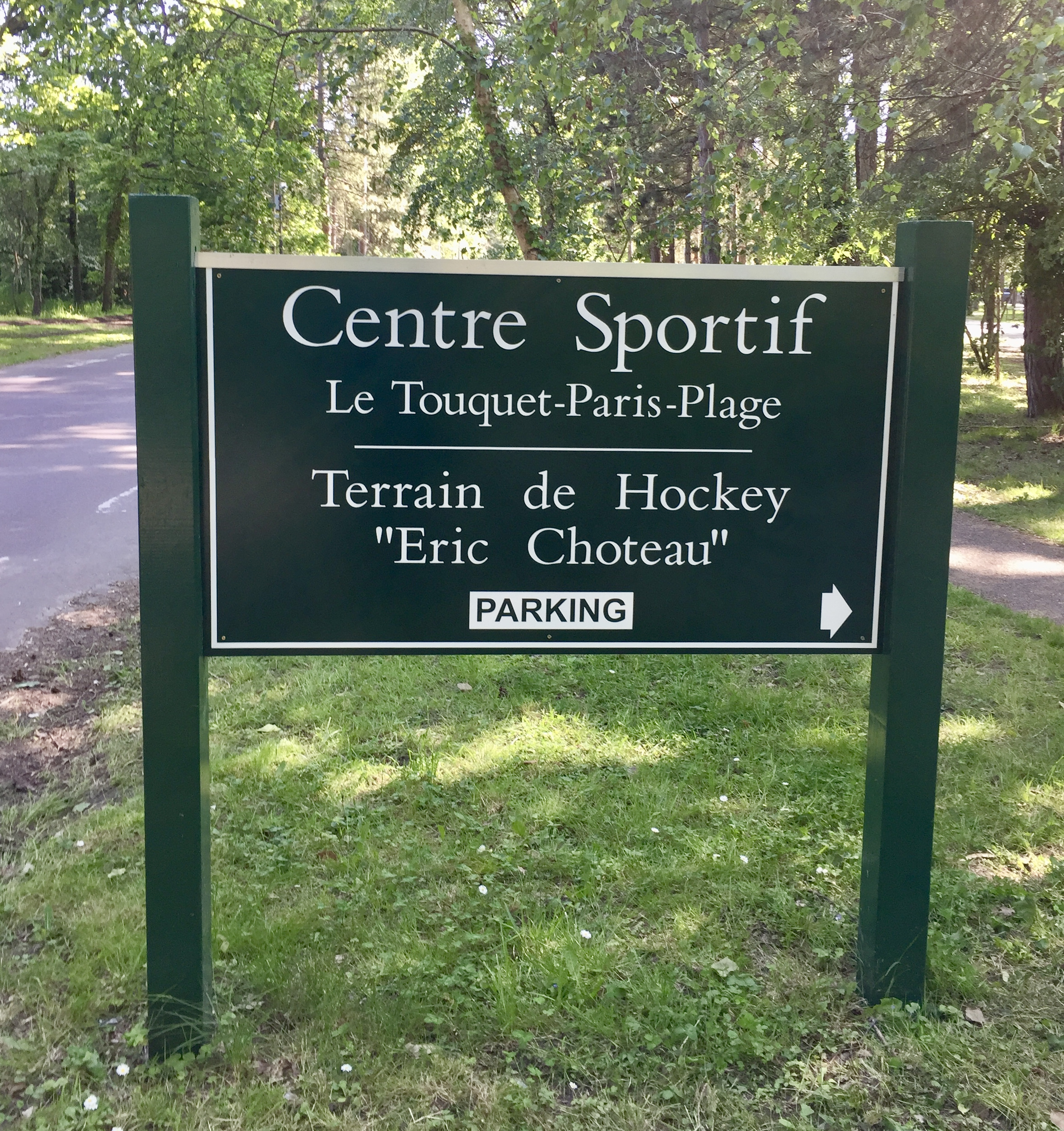

Le Touquet AC hockey est un club de hockey sur gazon. Il a été champion de France de Nationale I en 2006 et fut le seul club français présent au tournoi international de New York en septembre 2006. En 2012, le terrain de hockey est utilisé pour la préparation de plusieurs équipes pour les Jeux olympiques de Londres,.
Le hockey sur gazon est né en 1952 à... Wimereux grâce à un club lillois ! En effet, cette année là, à la Pentecôte, trois dirigeants de l'Olympique Iris Club Lillois, Jean Ellynck, Henri Langlois et Marc Robiquet, créent un petit tournoi sur un seul terrain, et, en 1954, Marcel Desseaux et Louis Quételart (alors conseiller municipal) les convainquent d'utiliser plutôt les infrastructures sportives et touristiques du Touquet-Paris-Plage afin que la compétition puisse acquérir importance et renommée. Le désormais fameux tournoi de la Pentecôte venait d'élire domicile dans la station. Dans les années 1950, le terrain d'honneur était réservé aux concours hippiques, et il fallut déplacer les obstacles pour libérer deux terrains de hockey. Le nombre d'équipes, venant de tous les continents, finit par atteindre la cinquantaine. En 1997, le TAC hockey sur gazon, fondé en 1985 par le Docteur Éric Choteau ancien joueur du Lille Hockey Club, reprend logiquement à son compte l'organisation du tournoi. La municipalité a mis à la disposition exclusive du nouveau club un terrain situé au Parc international de la Canche, terrain synthétique complété d'un local technique, transféré au centre Ferdi Petit en 2000, labellisé olympique avant les JO de Londres de 2012. L'équipe du TAC hockey, appelée un temps Touring Team TAC ASCO associée à d'autres clubs afin de former une équipe compétitive, remporte de nombreux succès, en plus de celui évoqué en début d'article, championne en régionale 3 en 1990, vice-championne de France en nationale 2 en 2001, championne de France en nationale 1B en 2003, et plusieurs saisons ensuite en division élite. Le club a été entrainé, entre autres, par un Pakistanais en 2002 et un Australien en 2009. Mais le succès sportif du club est dû essentiellement à une efficace politique de formation. En plus du tournoi de Pentecôte, le TAC Hockey accueillit à plusieurs reprises la Celtic Cup, une compétition de haut niveau réunissant la France, l'Écosse, l'Irlande, et le Pays de Galles.

#### Rugby
Le Touquet athletic club rugby, fondé en 1998, entraîne plusieurs équipes de rugby à XV, tant juniors que seniors, masculines que féminines, actuellement en championnat de France 1re série.
En 2010, après la fusion avec Étaples, devient Le Touquet Etaples Rugby Club.
Pour la saison 2019- 2020, le club évolue dans le championnat Hauts de France en promotion honneur.

#### Run and Bike
En 1996, Ghislain Ficheux, alors président du TAC Triathlon, crée sur la plage un des premiers « Run and bike », appelé aussi « Bike and run » en France, une épreuve de VTT et de course à pied par binômes. La compétition bien qu'organisée fin octobre ou début novembre, connaît un vif succès. Le « Run and Bike » du Touquet-Paris-Plage est le support du championnat de France de la discipline en 2009. Ce sport est géré par la Fédération française de triathlon (FFTri) et voit l’organisation annuelle de championnats régionaux et du championnat de France. En 2022, l'épreuve accueille 250 participants,.
En 2001, Karine Baillet lance le « Touquet Raid Pas-de-Calais », un des premiers raids nature du pays. Les équipes, le temps d'un week-end, pratiquent tour à tour le « Run and Bike », la course d'orientation, le VTT et le canoë sur la Canche. Ce raid, basé essentiellement au Touquet-Paris-Plage, donne aux participants la possibilité de découvrir la beauté des sites montreuillois. Karine Baillet devient la grande spécialiste du sport nature au Touquet-Paris-Plage. Vainqueur du « Raid Gauloises » en 2002 et double vice-championne du monde de raids (2006 et 2007). Elle réalise plusieurs exploits inédits et traverse la manche en kayak, en funboard et en windsurf.

#### Volley-Ball

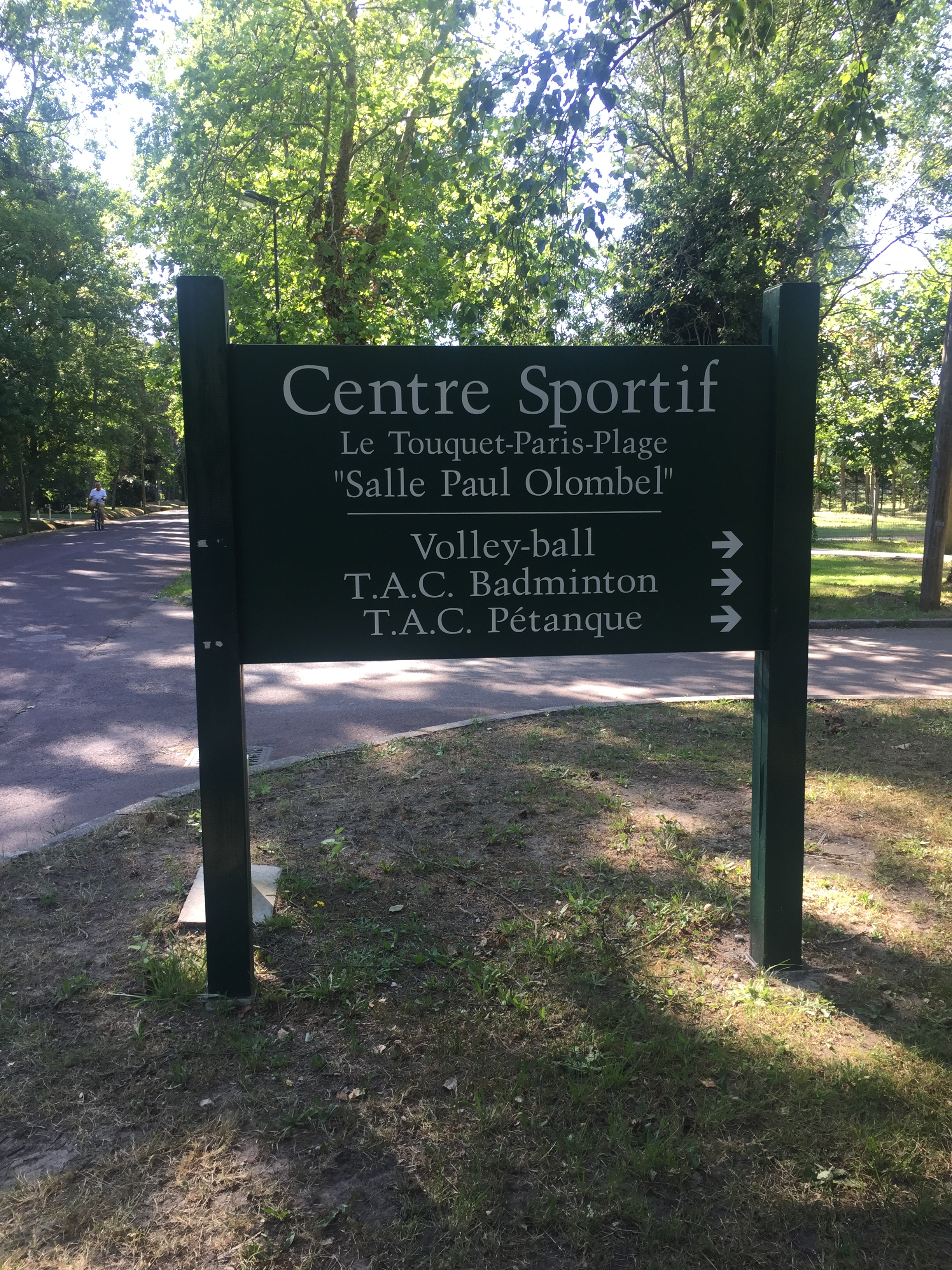
Centre sportif, salle Paul-Olombel.

Le TAC Volley-ball est étroitement lié avec l'histoire de Paul Olombel. Il est né le 29 avril 1914 à Sommières dans le Gard où il découvre vers 1933-1934, sur la plage de Carnon, le volley-ball et sa future épouse, Marguerite Caussel, ils se marient en mars 1937 dans l'Hérault. Il est diplômé de l'institut régional d'éducation physique de Montpellier et est nommé moniteur d'éducation physique au collège de Vitry-le-François dans la Marne. Il se lie d'amitié avec un autre professeur, M. Bar, dont les parents ont une maison au Touquet-Paris-Plage, celui-ci lui apprend que le maire, le Dr Jules Pouget, recherche un professeur d'éducation physique pour les écoles primaires, il y postule et y est nommé en 1938. Il habitera une villa, allée des Fauvettes.
Au Touquet-Paris-Plage, il partage son temps entre les cours d'éducation physique, les cours de natation et son club de plage Joie de Vivre. Il reste de 1949 à 1971 (22 ans) un des dirigeants majeurs du TAC Volley-ball jusqu'à sa mort accidentelle, à 57 ans d'un accident de voiture en se rendant à l'assemblée générale de la ligue des Flandres de volley-ball.
Médaillé de la fédération française de Volley-ball, médaillé de bronze de la jeunesse et des sports, il laisse son nom à un trophée annuel, une compétition regroupant en super-finales les équipes championnes du Pas-de-Calais et du Nord dans chacune de leurs catégories d'âge, il est à l'origine du jumelage entre les villes de Rixensart et le Touquet-Paris-Plage. En hommage, la ville du Touquet-Paris-Plage, à l'occasion de cinquantenaire du TAC Volley-ball, le samedi 3 juillet 1999, rebaptise le palais des sports, avenue J.L. Sanguet, en salle Paul Olombel.
Le TAC Volley ball est né en 1949, nous dit Francis Druenne, son président en 1999. Les anciens président, qui se sont succédé, sont, Luc Leroux, M. Quénehen, Pierre Quételard, Gerard Bourlet, Paul Olombel, Marguerite Olombel-Caussel, Gérard Ficheux, Jean Beaugez, Gérard Ficheux, Denis Caloin et Francis Druenne.
Trophées, dates marquantes et joueurs et joueuses ayant eu une carrière nationale ou internationale :
- 1949-1962, Jean Dessenne est sélectionné en équipe de France B.
- 1964-1967, Patrice Quételard intègre de grands clubs et devient international.
- 1966-1967, Brigitte Boulay, membre de la première équipe féminine du TAC, 1970-1981 elle devient internationale et capitaine de l'équipe de France pendant plusieurs matchs.
- 1970 création du tournoi de Pentecôte avec l'équipe de Rixensart.
- Juin 1971, la salle accueille son premier match international entre la France et l'Allemagne fédérale.
- Juin 1975, le congrès annuel du Volley-ball se déroule au palais des sports.
- Avril 1978, Isabelle Beaugez et Sylvie Lagneaux sont championnes de France cadettes avec l'équipe des Flandres, Sylvie Lagneaux devient internationale. Au club d'Asnières, elle rencontre Francis Druenne, qu'elle épousera.
- 1979, début du beach-volley, retour aux sources !, l'équipe féminine évoluera, en 1966 et 1999, en Nationale 2.
- 1992, Francis Druenne, ancien international de Volley-ball, devient entraineur de l'équipe du TAC Volley-ball puis son président.
- 1997, le TAC Volley-ball compte 13 équipes et 134 membres[12].
- 2006-2009, l'équipe féminine de volley-ball est montée en Nationale I pour la saison 2006-2007[5] et y est restée jusqu'au championnat de France de Nationale 1 de volley-ball féminin 2009-2010.
- 2019, le 9e open beach-volley Gérard Ficheux avec le championnat de France de beach-volley, série 1 masculin et féminin, se déroule du 3 au 7 juillet dans le patio central au Touquet-Paris-Plage.
- 2019, l’équipe masculine séniors du Touquet-Paris-Plage a terminé troisième des finales de la Coupe de France de beach-volley, à Wissous (Essonne).

En 2019, le coach hommes est Stéphane Leroy et le coach femmes est Rémi Beclin. L'école de Volley-Ball se déroule au palais des sports et le Baby-volley à la salle Bascoulergue, 2 rue de Moscou.

### Sports individuels

#### Athlétisme

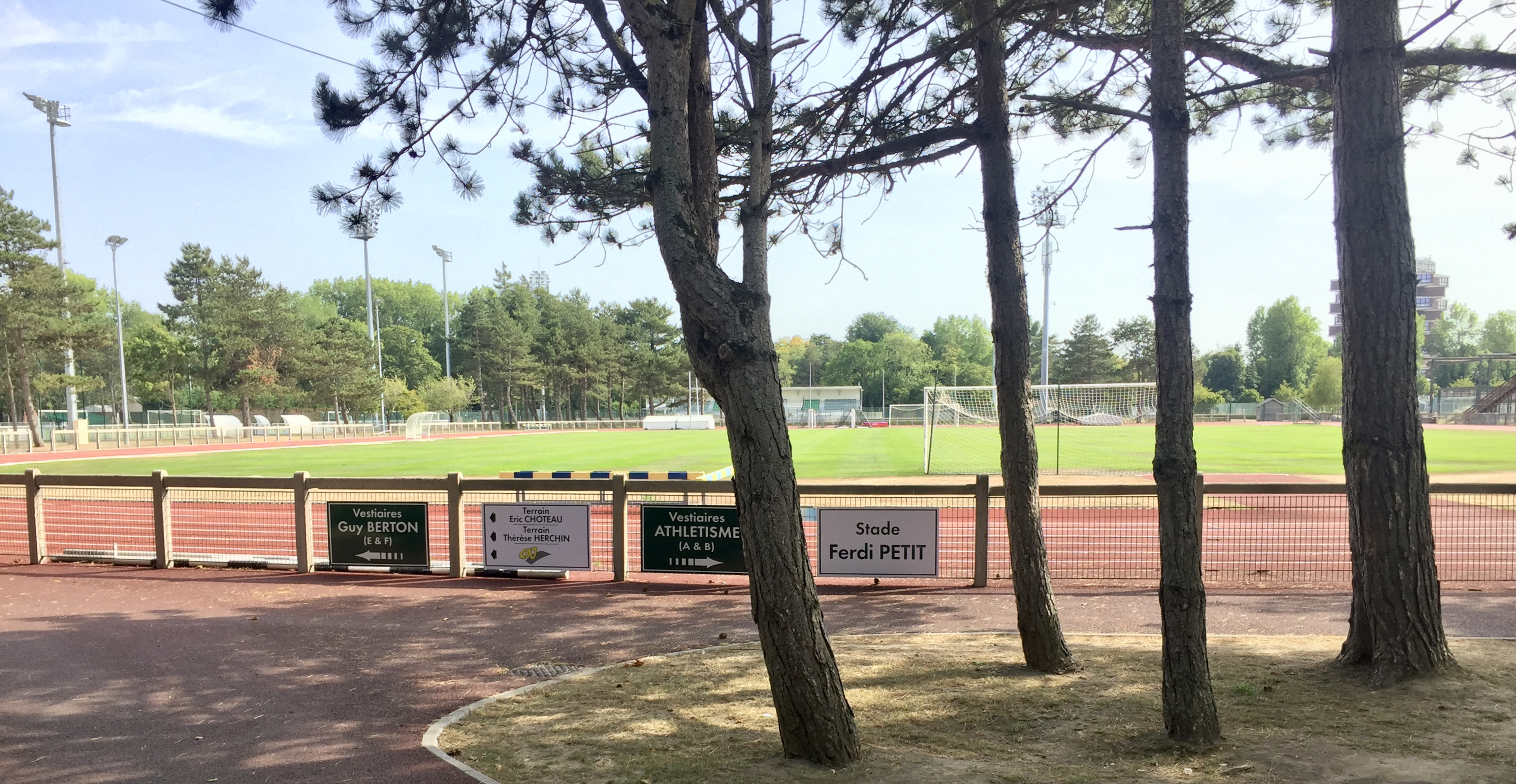
Stade d'athlétisme Ferdi-Petit.

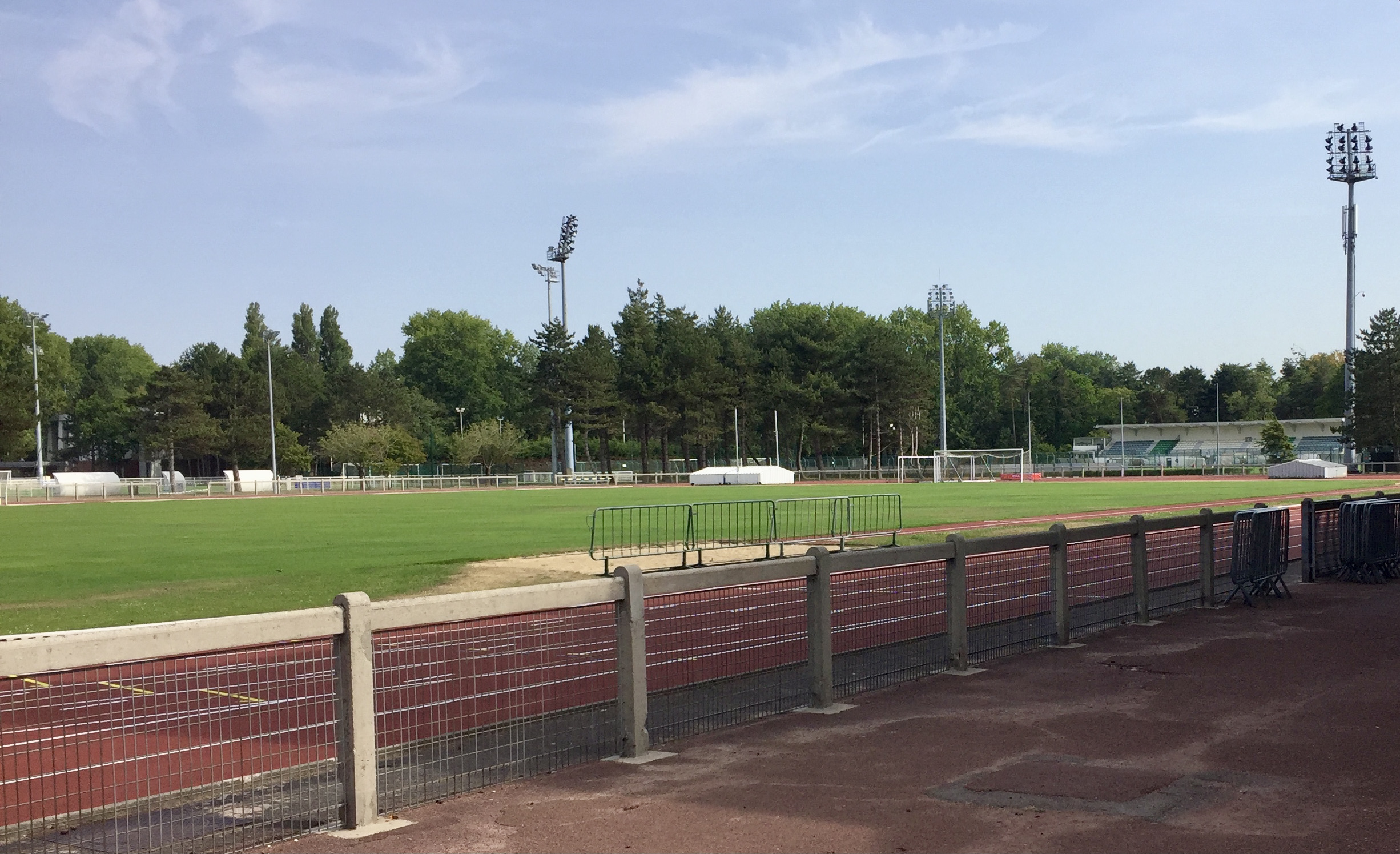
Vue du stade d'athlétisme.

L'athlétisme s'est implanté dans la station bien avant que Paris-Plage ne devienne le Touquet-Paris-Plage. Le journal « Paris-Plage » du 14 août 1895 se fait déjà l'écho de courses à pied organisées rue de Paris…
En 1910, le club sportif du Touquet-Paris-Plage, récemment créé, inscrit une équipe en février 1910 à l'occasion de la coupe de cross-country, c'est la première participation officielle d'athlètes touquettois à une compétition. Ils sont entraînés par Georges Conrad. La Première Guerre mondiale décimera ses rangs. Il faut attendre 1924 pour que les sportifs de l'USTPP bénéficient d'un nouveau stade dans la plaine du Nœud-Vincent, le cross-country demeure la discipline de prédilection. Entre 1929 et 1930, deux clubs d'athlétisme s'affrontent lors de meetings, l'USTPP et l'OT, ces deux formations se réuniront au sein du TAC en 1933. Dans les années 1920 et les années 1930, Raymond Maillot, dirigeant sportif du Touquet-Paris-Plage, contribue beaucoup au développement de l'athlétisme au Touquet-Paris-Plage.
En 1971, c'est sous l'impulsion du secrétaire général du TAC, Ferdi Petit, ancien sprinteur national et chef de la police de l'air à l'aéroport, que l'athlétisme se restructure. Le Touquet-Paris-Plage reçoit, pour des séances d'entrainement, des athlètes internationaux, Michel Bernard, Guy Drut et Jean-Pierre Dufresne. En 1972, Le Touquet-Paris-Plage se dote d'un nouveau stade d'athlétisme, l'actuel Centre Sportif Ferdi Petit. Rapidement, la politique de formation entreprise porte ses fruits et de nombreux jeunes enregistrent des podiums, comme Marie-Line Salomé, la première médaille du TAC à un championnat de France (troisième au poids cadettes). Ferdi Petit s'entoure de formateurs et éducateurs passionnés, comme Pascal Chirat, qui deviendra directeur technique national et, pendant un quart de siècle, l'athlétisme touquettois connaît la période la plus faste de son histoire. Des champions de dimension internationale se révèlent sur le stade de la station, comme Dany Dhaneus champion de France en salle au saut en hauteur (1987), au 800 m : Séverine Foulon cinquième au championnat du monde junior (1992) et Virginie Fouquet cinquième au championnat d'Europe juniors (1997), Arnaud Fourdin vice-champion d'Europe de course de montagne (1999). Le club crée l'un des premiers 10 km et 20 km sur route. En 2006, Le TAC Athlétisme « implose » ; naît alors le Touquet Opale Athlétisme (TOA), brièvement appelé ACTA, seul club reconnu par la municipalité, Thierry Douriez (international en ultra-fond) et Valentin André (trois mille mètres steeple et cross-country) défendent ses couleurs.
« Le Touquet trail nature » est un club affilié à la Fédération française d'athlétisme regroupant des adeptes de demi-fond, fond, course hors-stade, de sports nature, dont le trail. Élise Delannoy, licenciée au Touquet trail nature a parcouru les 171 km de l'Ultra-Trail du Mont-Blanc (10 000 m de dénivelé) en 27 h 48. Elle se classe 67e au général, 7e féminine mais surtout 1re française.
Le 1er janvier 2021, le Touquet Opale Athletisme et le Touquet Trail Nature fusionnent et créent de nouveau le TAC Athlétisme.

#### Badminton
La commune compte un club de badminton avec une trentaine de membres.

#### Course à pied

##### Trail des 2 baies
En janvier se déroule le trail des 2 baies (TRAILD2B), entre la baie de la Canche et la baie d'Authie, composé d'un marathon des plages, du trail des 2 baies, d'un trail découverte et d'un trail jeunes. 2022 est l'année de la 15e édition.

##### Trail de la passe-pierre
Mai 2025, voit se dérouler la 8e édition du trail de la passe-pierre organisé par les communes du Touquet-Paris-Plage, d'Étaples et de Camiers où 1 150 participants sont attendus sur l'évènement. Cette course propose, pour deux épreuves, la possibilité de traverser la Canche à pied. Trois épreuves sont proposés : « La Tranquille » (neuf kilomètres), « La Douce » (dix kilomètres) et « La Terrible » (Vingt kilomètres).

#### Échecs
En 1958, le Touquet-Paris-Plage, sous l'égide de Fernand Holuigue, secrétaire général de mairie et de Robert Obert, président du syndicat d'initiative, accueille les 33e championnats de France d'Échecs, et l'alsacien Louis Roos qui est vice-champion de France derrière Claude Lemoine, ne savait pas qu'il reviendrait pour conquérir le titre en 1977 au Touquet-Paris-Plage. C'est ainsi que ce jeu commence à conquérir quelques touquettois, le premier est un instituteur, Jean-Pierre Fontaine, qui n'a de cesse que de transmettre sa passion à ses élèves. Le 5 février 1964 il devient le secrétaire du « Touquet Échecs Club » (TEC), André Holuigue le président, et Pierre Mille le trésorier. La disparition brutale de Jean-Pierre Fontaine brise un peu l'élan de ce nouveau club, mais Marcel Ducrocq, professeur lui aussi, prend la relève comme président, avec Jean Gillet au secrétariat et Jacques Dautricourt trésorier redonnent un nouveau souffle, et en 1970, engagent une première équipe dans le championnat départemental. En 1973, le lorrain de Villerupt, Charles Molter, très connu au niveau national par le système d'appariement qui porte son nom, et Jean-Sebastien Trochet, rejoignent l'effectif et dynamise le club en y amenant de jeunes lycéens.
En 1986, le club s'émancipe en organisant, dans la salle d'honneur de l'hôtel de ville, pendant les vacances scolaires de la Toussaint, l'Open international. En 1992, l'Open s'installe au lycée hôtelier.
Avec l'aide municipale, une école d'échecs se met en place dans les établissements scolaires dont sont issus les frères Frédéric et François Flament de niveau international.
En 1990, l'arrivée au Touquet-Paris-Plage de Jacques Garet est un atout pour le club, celle-ci compense les départs de Charles Molter et Jean-Sébastien Trochet. Avec lui, le club comptera jusqu'à sept équipes dans les différents championnats régionaux et nationaux, pour atteindre le plus haut niveau français en 2010.
Depuis janvier 2000, les échecs sont devenus, en France, un sport reconnu par le Ministère de la Jeunesse et des Sports.
En 2019, le club est présidé par Mme Mamit Flament, il est situé à la « maison des associations », 57 rue de Calais, il est composé de 13 licences A et de 4 licences B et fait partie de la fédération française des échecs (FFE). Le Touquet-Paris-Plage accueille, en octobre 2019, le 34e open international, Open A et B.

#### Golf

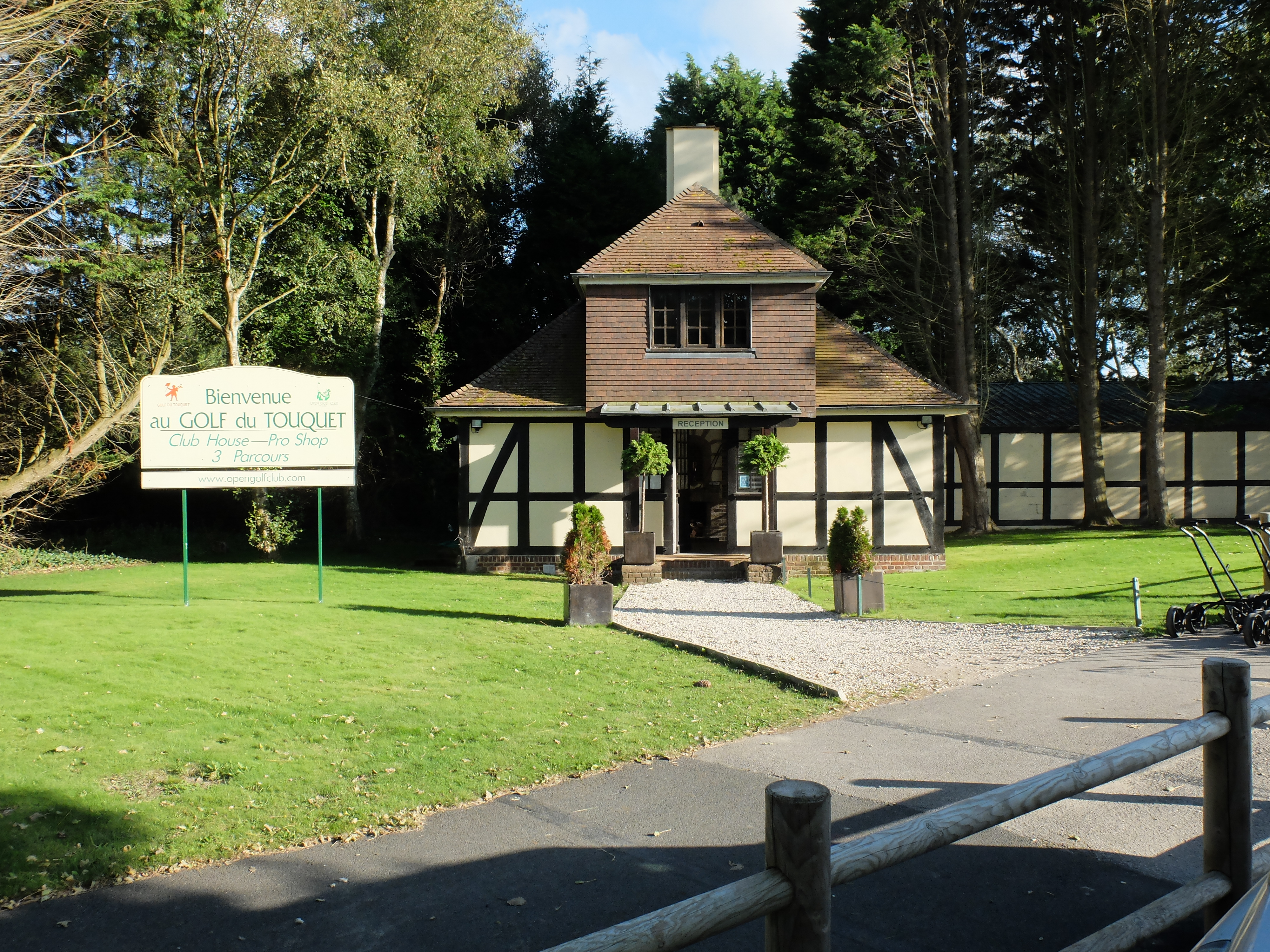

Le golf du Touquet-Paris-Plage est l'un des plus grands complexes golfiques de France. C'est le troisième golf construit en France et inauguré en 1904 par Lord Balfour, Premier ministre britannique.

#### Hippisme
Le Touquet-Paris-Plage, station du cheval : dès la création de la station, de riches propriétaires y arrivent avec leurs chevaux, l'écurie étant construite en même temps que la villa. En 1904, le journal « Paris-Plage » annonce la création de la « Société des Courses du Touquet ».
Retour sur son histoire en quelques dates :
En 1912, on lance « les Drags » et Allen Stoneham fait installer un terrain de Polo au nœud Vincent. En 1929, le Prince de Galles préside la semaine hippique des jeunes cavaliers anglais. En 1932, un centre équestre est créé à l'angle des actuelles avenues du Général de Gaulle et Louis Quételart. En 1950 se déroule la folklorique « Fantasia des spahis ». En 1955, a lieu le grand prix de gentlemen avec le prince Ali Khan et le colonel Peter Townsend. En 1965, le centre équestre régional est installé avenue de la Dune aux Loups, en bordure de Canche. En 1973, toutes Les activités hippiques sont regroupées au « Centre Equestre Régional » sous la direction de Daniel Lamour. En 1974, la ville acquiert, pour un franc symbolique, de la « Société des Grands Établissements », l'hippodrome, ses tribunes, ses installations et un terrain de 40 ha. En 1981, lors du cinquantenaire de l'hôtel de ville du Touquet-Paris-Plage, le « Centre Équestre Régional » devient « Parc International de la Canche ». En juillet 2011, construction de 80 nouveaux boxes et en 2012, le Touquet-Paris-Plage est la base arrière équestre de l'équipe de France pour les jeux olympiques de Londres de 2012.
Champ de courses de renommée internationale, l'hippodrome de la Canche est associé au centre équestre réaménagé en 2011 de façon à être conforme aux normes internationales. Plus de cinquante journées de compétitions (obstacles, dressage, voltige…) et d'événements équestres ont lieu chaque année. Pour cela, le centre dispose depuis 2011, d'importantes installations, notamment 300 boxes en dur et 450 boxes démontables lors des compétitions.

Le parc équestre
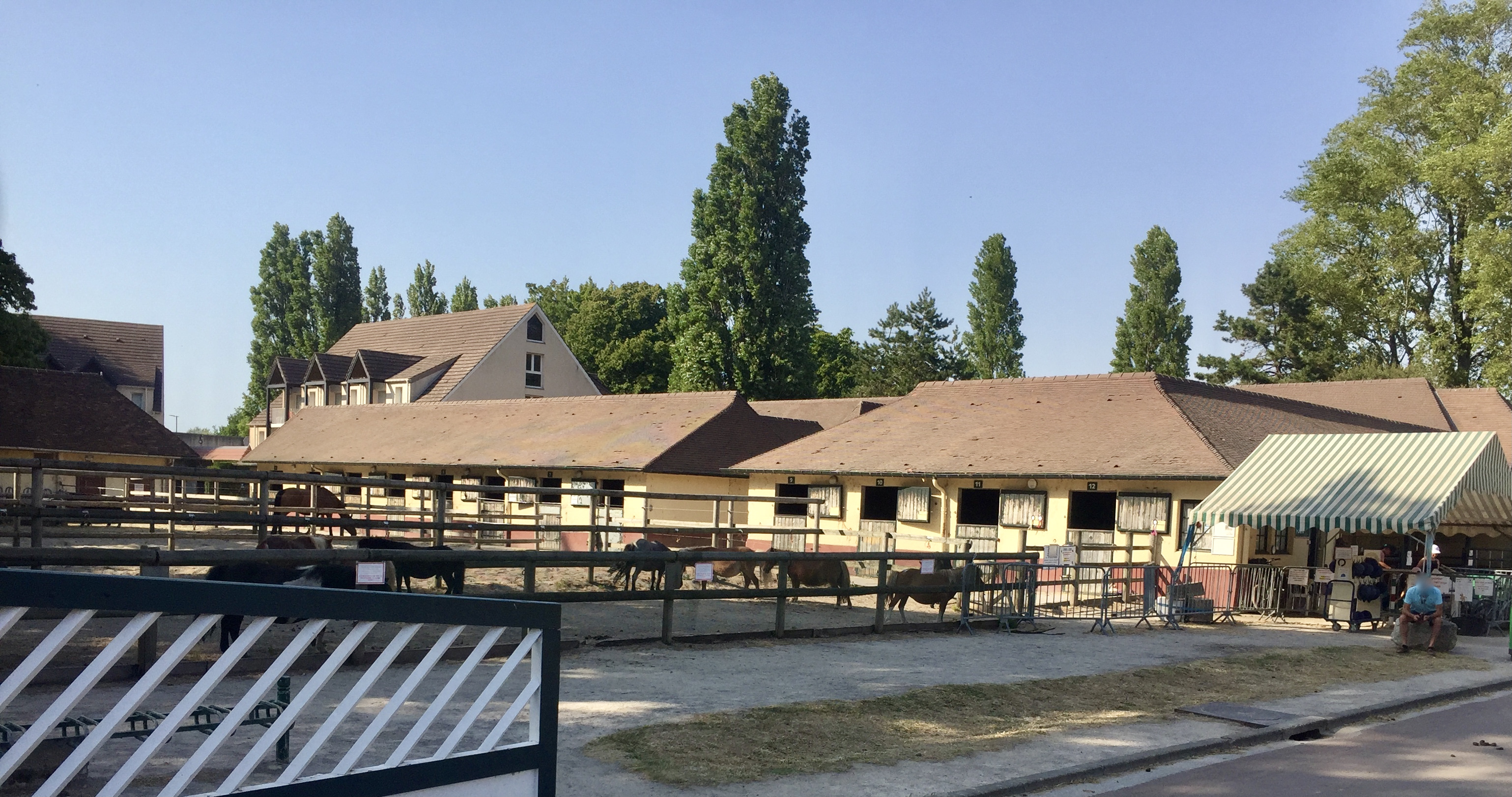
Le poney-club.
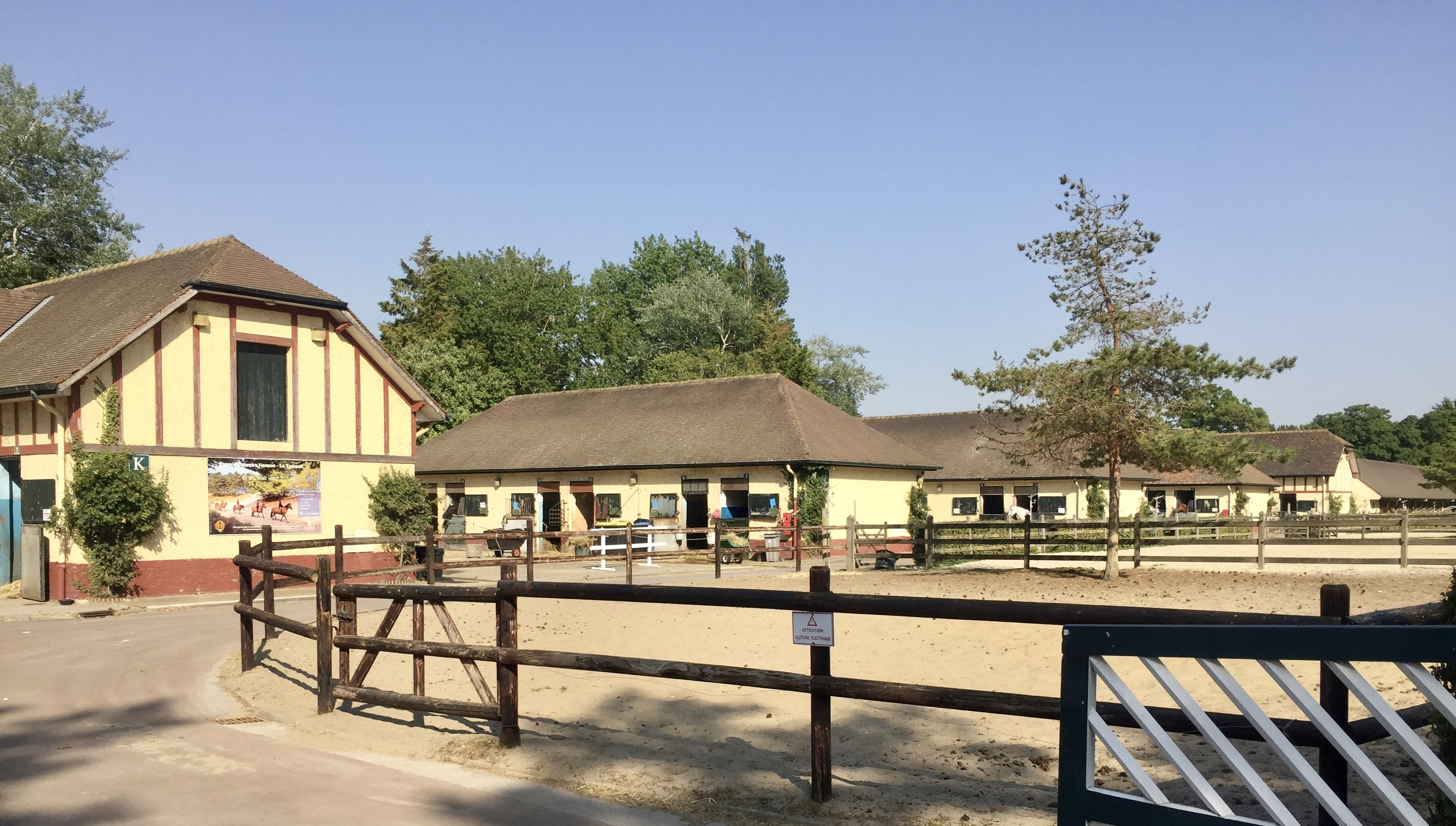
Les boxes.
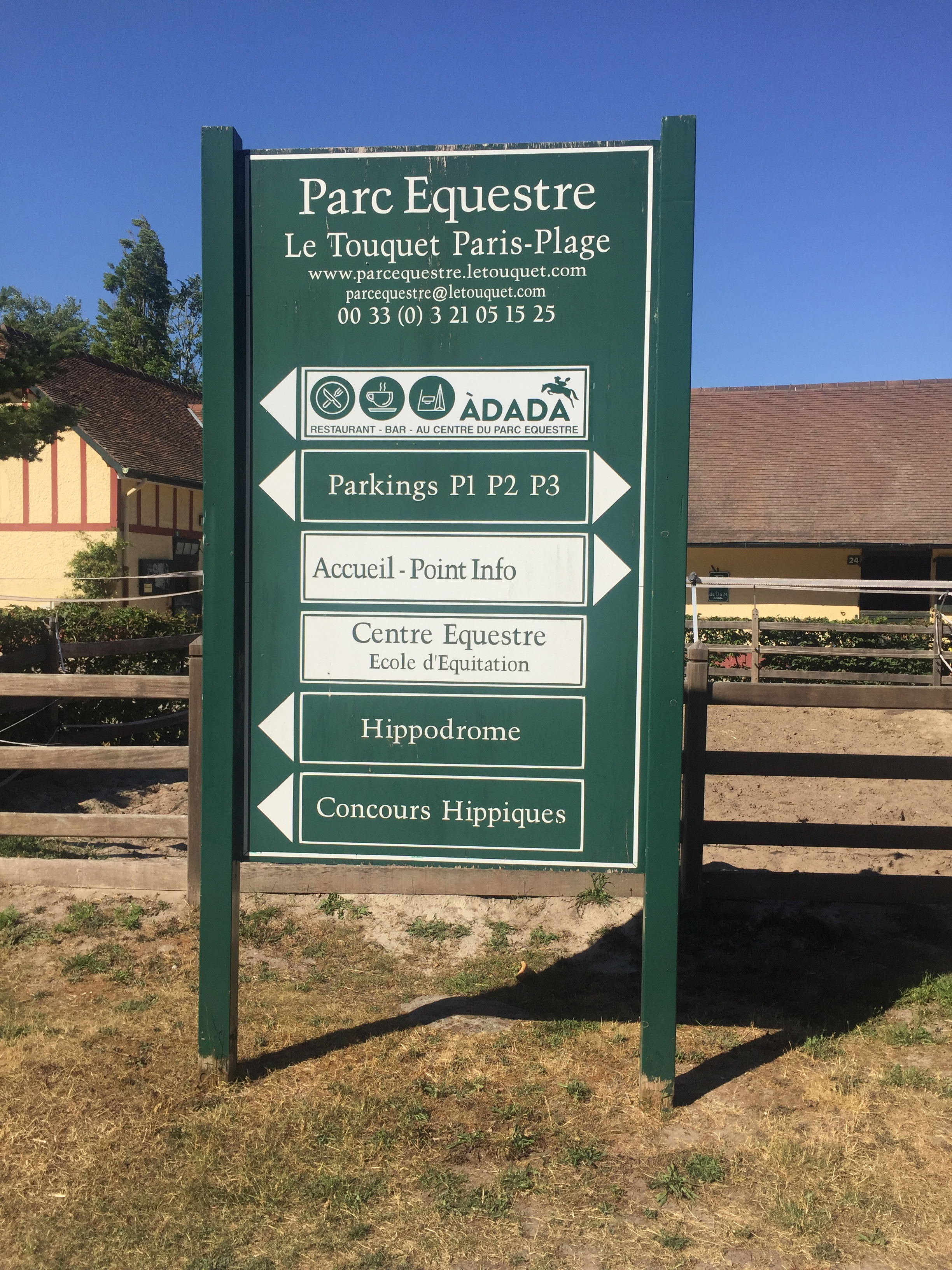
Un panneau de signalisation.
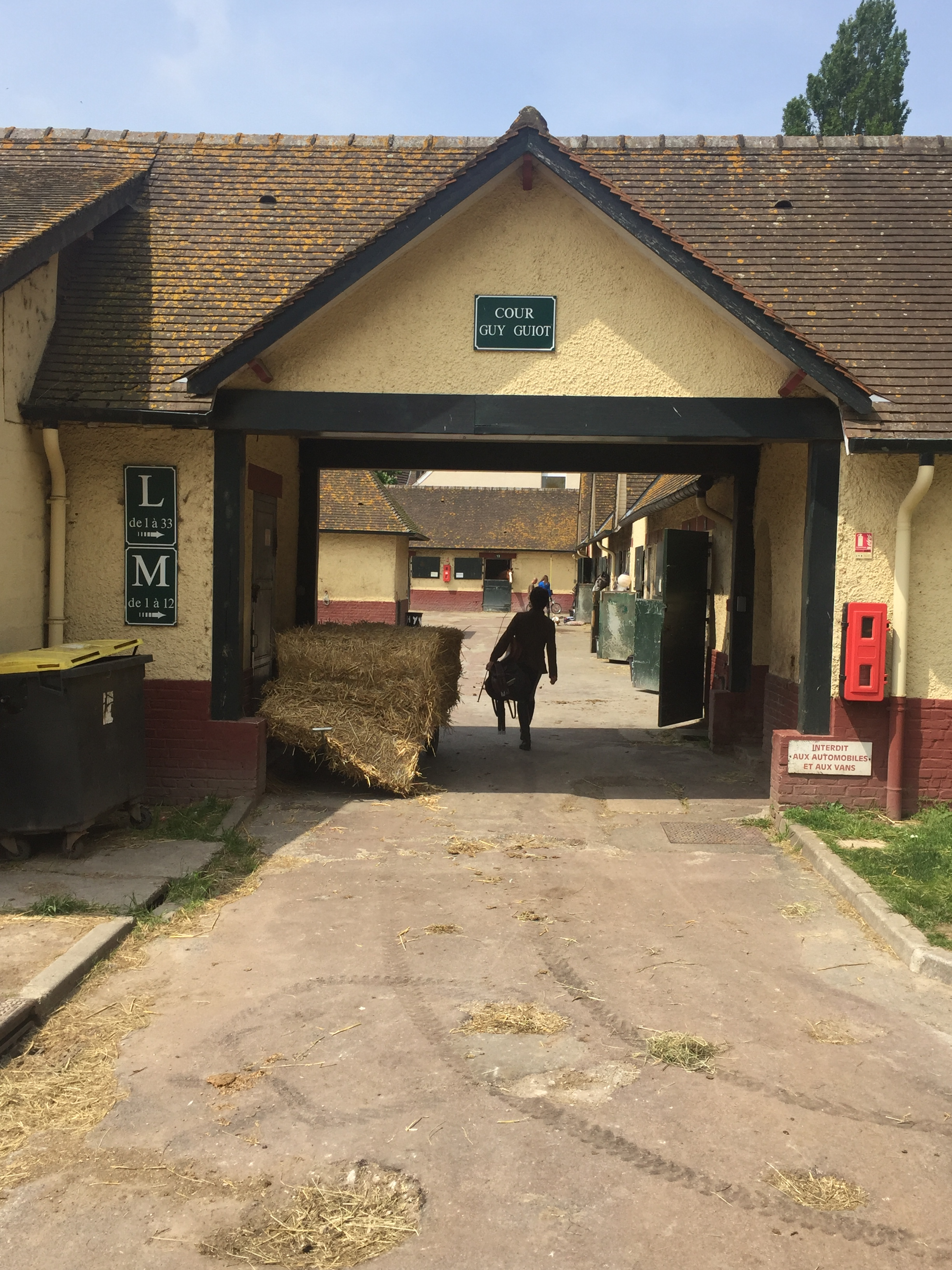
La cour Guy Guiot.
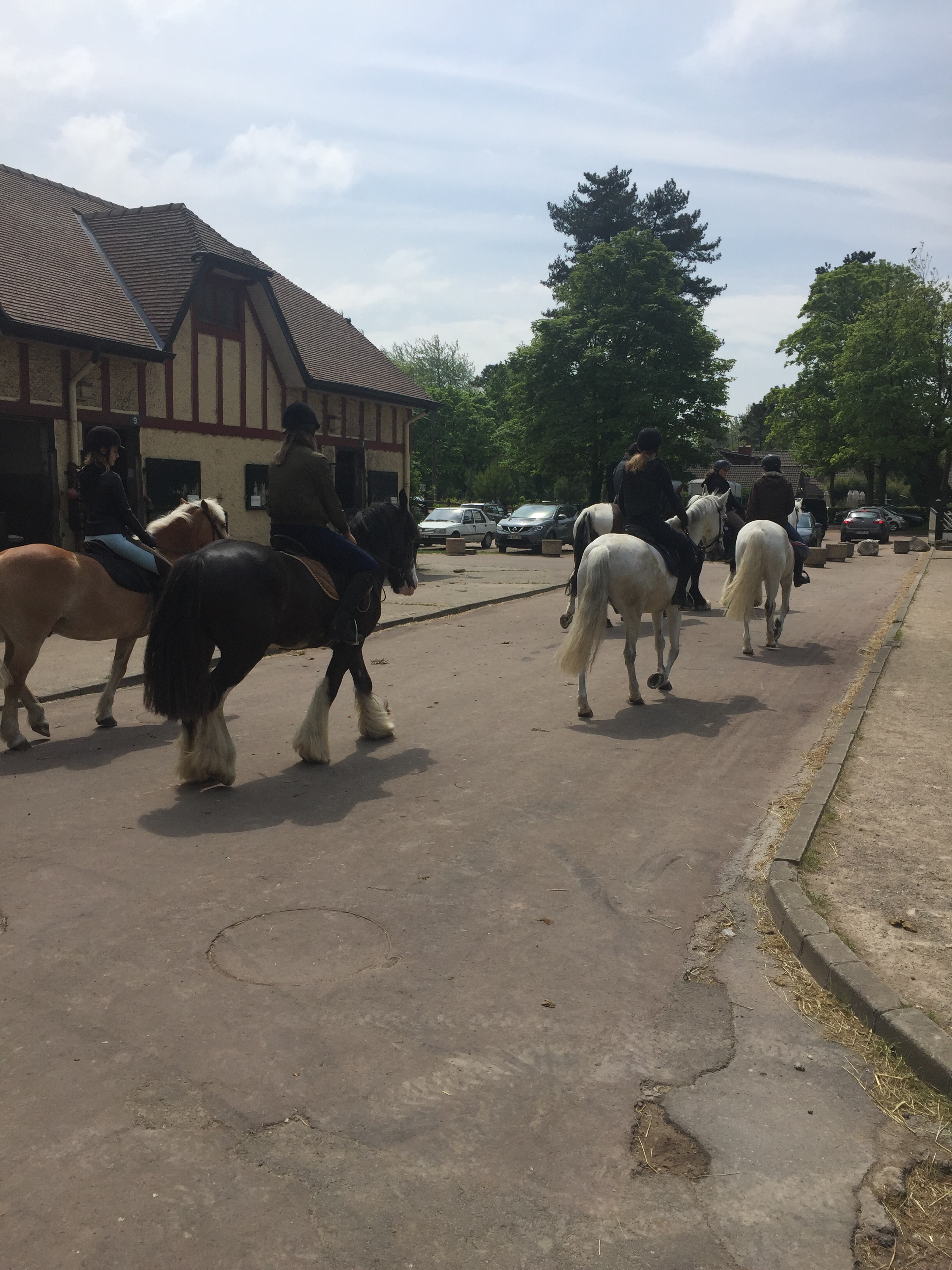
Les allées.

#### Tennis
Le pôle tennistique Touquet Tennis Club est le 4e complexe tennistique de France par la quantité de ses courts. Il accueille chaque année la finale européenne de la Junior Davis Cup (anciennement coupe Jean Borotra) dans laquelle s'illustrent les futurs champions au niveau mondial, ainsi que l'Open Féminin du Touquet-Paris-Plage, tournoi de tennis français de la catégorie du « circuit national des grands tournois féminins » dont il est un tournoi majeur. Un tournoi féminin de la Fédération internationale de tennis comptant pour la Women's Tennis Association a été organisé dans le club jusqu'en 2006.

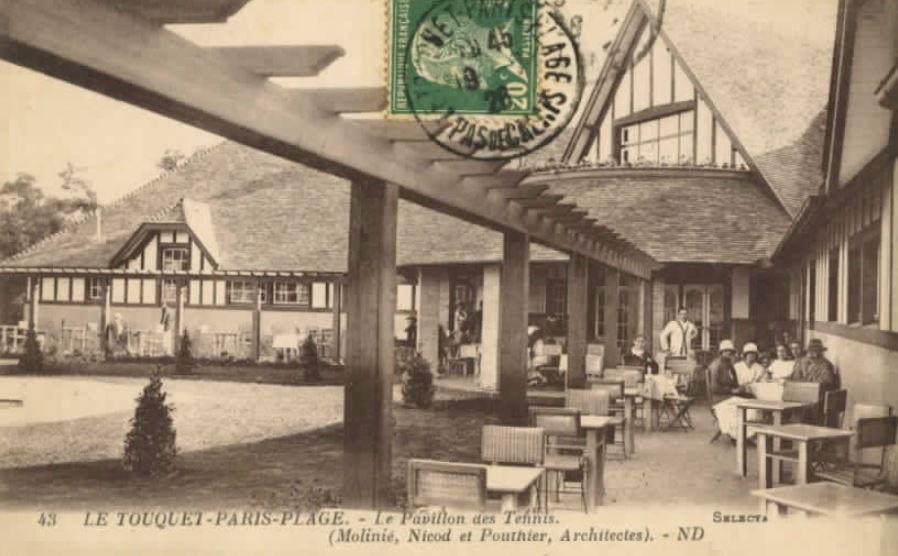
Le pavillon des tennis (Nicod, Molinié et Pouthier architectes).
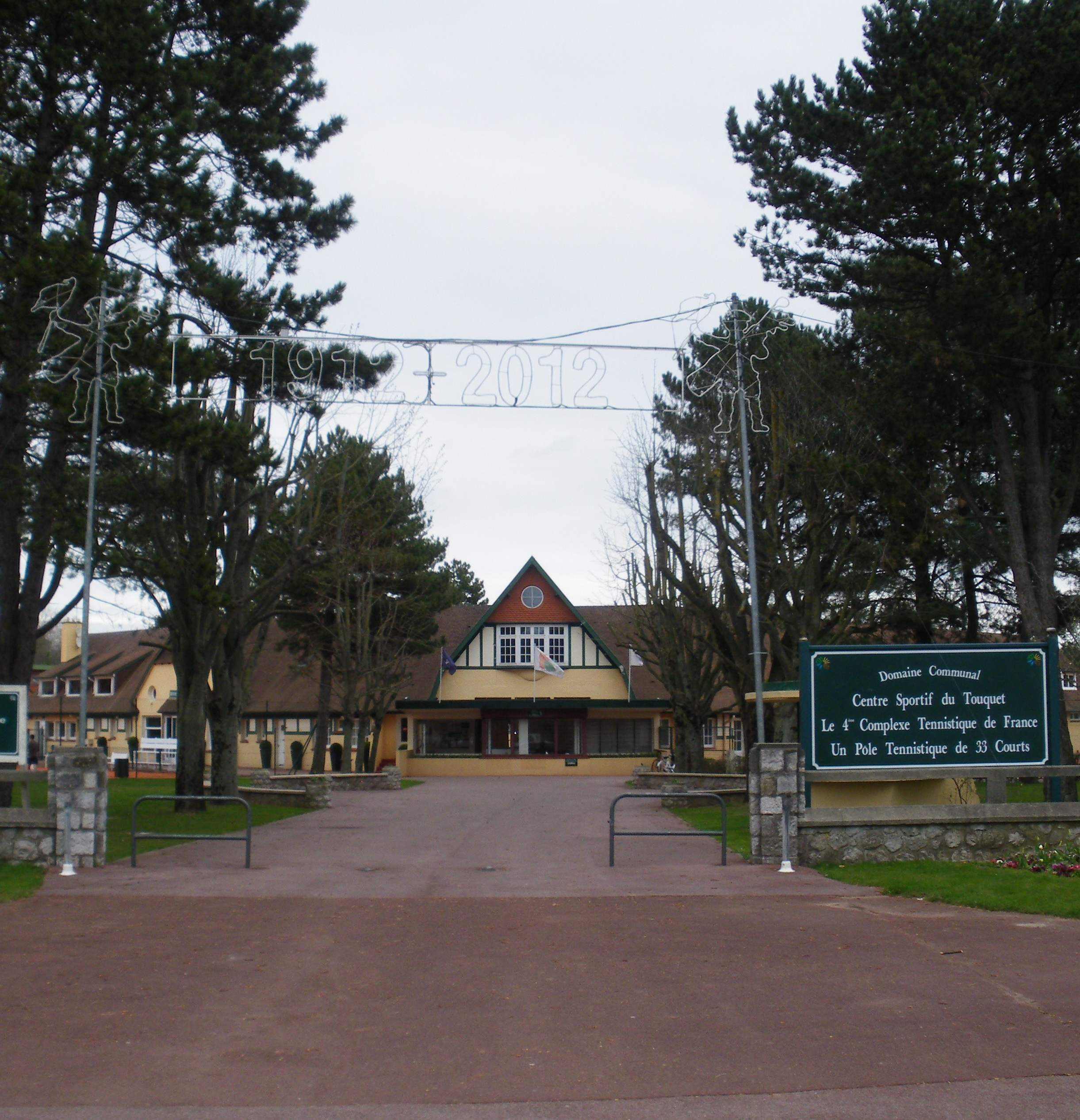
Le Touquet Tennis Club.
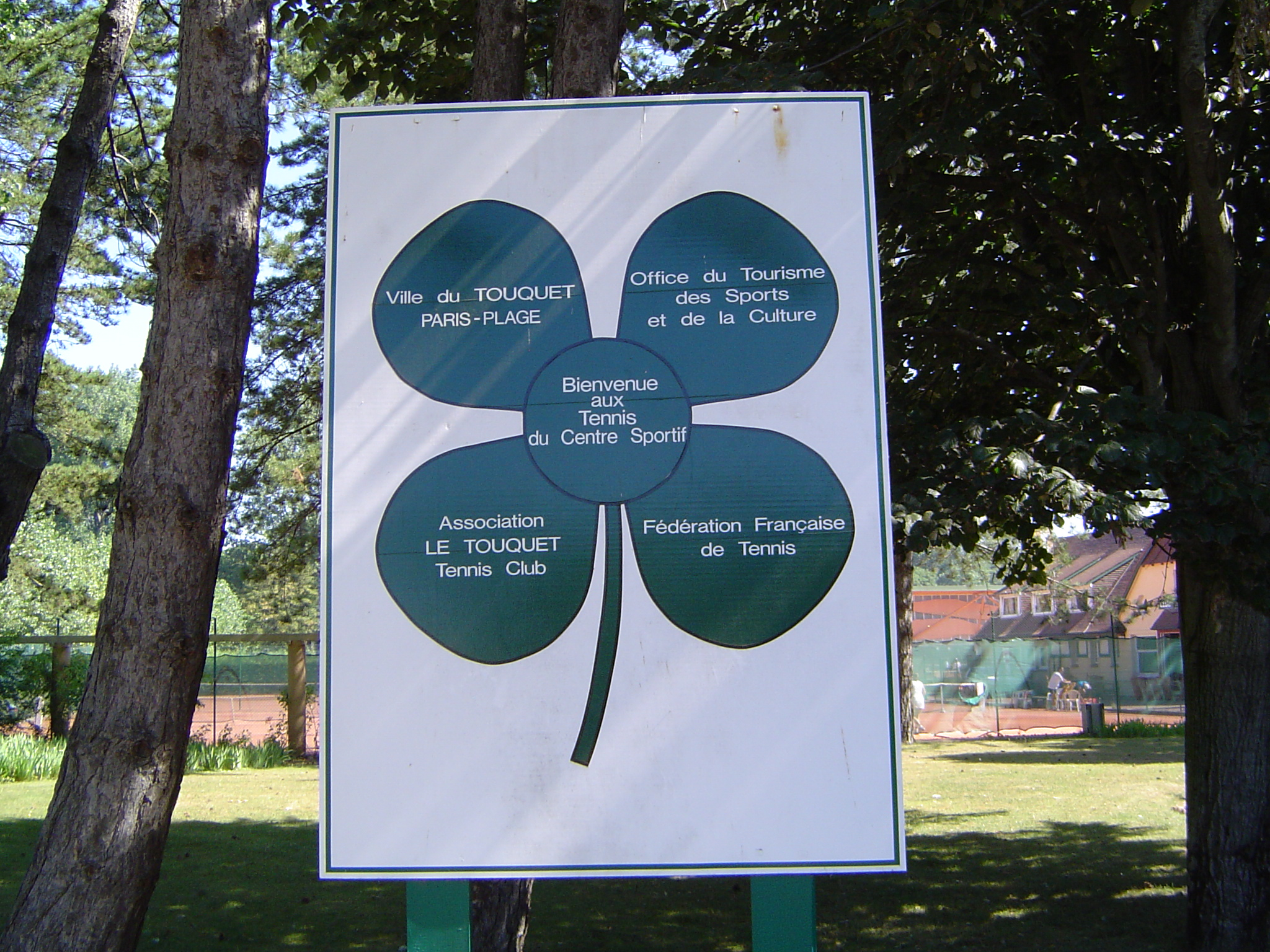
Station des quatre saisons.

#### Tir à l'arc
La « première compagnie d'Arc du Touquet », créée en 1974, qui compte environ une quarantaine de membres, est située, au stand de tir à l'arc, avenue de l’Hippodrome. Le capitaine est Thierry Haudiquet. Le club est affilié à la Fédération française de tir à l'arc (FFTA) et à la Fédération française handisport (FFH). Il est possible d'y pratiquer le tir 3D, nature et campagne et d'effectuer des stages d'initiation.
L’installation sportive du stand de tir à l'arc dispose de 150 places de parking et occupe une superficie de 18 234 m2, elle se compose :
- d'un terrain de tir à l'arc. Le pas de tir à l’arc est en gazon naturel. Cet équipement sportif est composé de 3 couloirs (ou pistes, postes). Longueur: 120 m, largeur: 20 m, surface : 2 400 m2, il est à usage des clubs et de loisir et fait l’objet d’une démarche haute qualité environnementale (HQE). Il comprend les pas de tir suivants : tir 25 m et tir 100 m ;
- d'un stand de tir à l'arc. Le pas de tir à l’arc est en béton disposant d’un éclairage. Cet équipement sportif est composé de 6 couloirs (ou pistes, postes). Hauteur : 6 m, longueur: 30 m, largeur: 15 m, surface : 662 m2, il est à usage scolaire, des clubs, de formations sportives et de loisir et fait, également, l’objet d’une démarche haute qualité environnementale (HQE). Il comprend un pas de tir 25 m[28].

En 2011, deux archers de la 1re compagnie d'Arc sont arrivés au niveau quart-de-finale des championnats de France.
En 2014, lors des championnats du Monde en salle à Nîmes, Loïc Marcourt, sélectionné avec l'équipe de France junior s'est hissé parmi les meilleurs mondiaux de la catégorie en terminant à la septième place.
En 2019, la dernière recrue du club d’archers du Touquet-Paris-Plage, Floriane Quennehen, (au club depuis 2018) a remporté le titre de double championne de France de tir en 3D et de tir nature, après seulement une année de pratique avec son coach Thierry Haudiquet. Le tir nature consiste à tirer sur des photos animalières de différentes tailles et se pratique en peloton sur un parcours de 42 cibles, le tir 3D, quant à lui, se pratique sur un parcours de 24 cibles composées d’animaux en polyuréthane en taille réelle. Avec ces 2 titres acquis, elle devient numéro un de la discipline française et obtient sa qualification pour les championnats du Monde.

#### Tir aux hélices

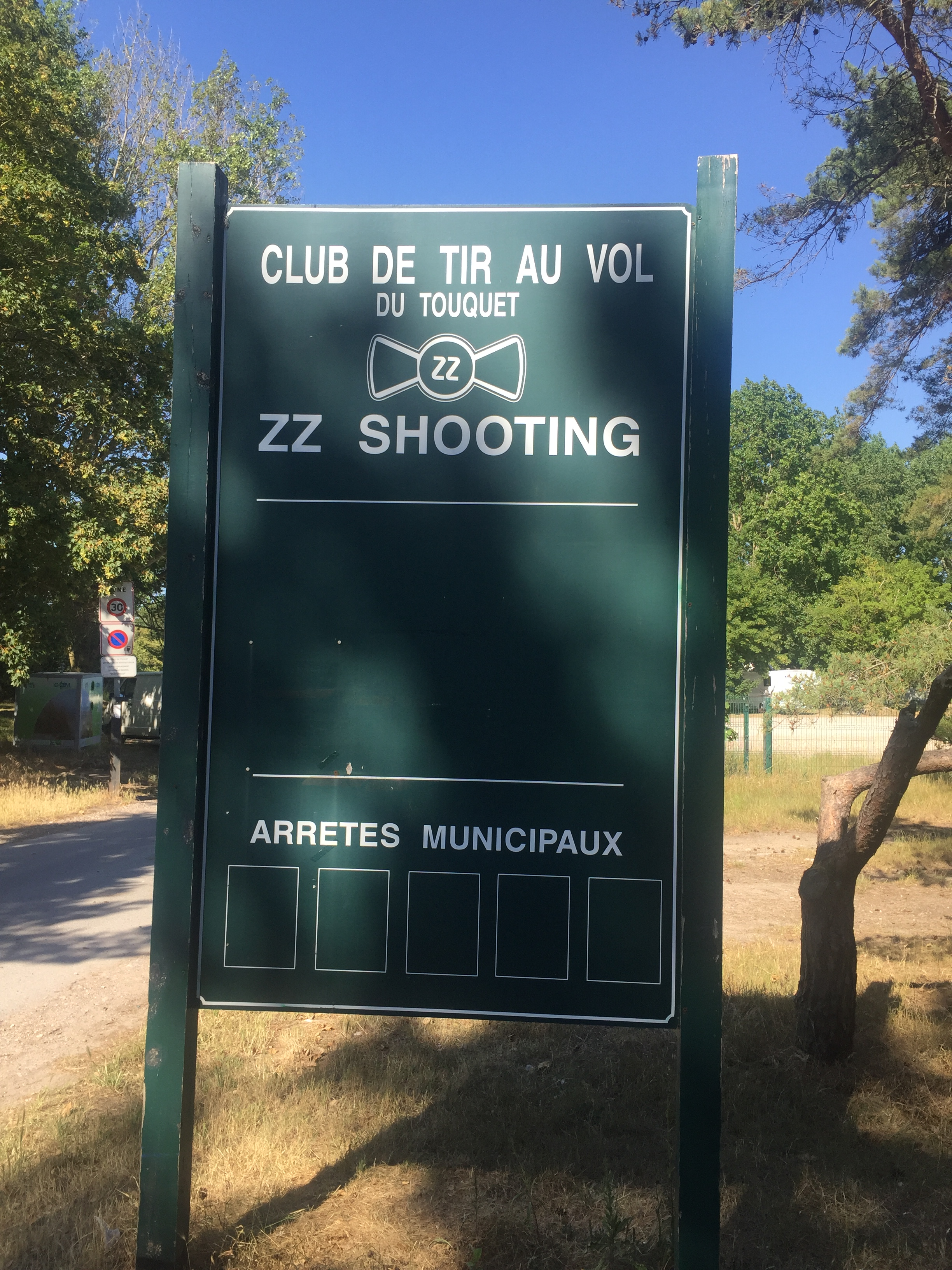
Le Touquet-Paris-Plage - club de tir au vol - ZZ shooting -

Le club de tir aux hélices du Touquet-Paris-Plage est situé boulevard de la Canche, proche de l'hippodrome de la Canche. Ce club fait partie de la fédération Internationale de Tir aux Armes Sportives de Chasse (FITASC). Il accueille des épreuves nationales et européennes.

### Sports mécaniques

#### Enduro du Touquet

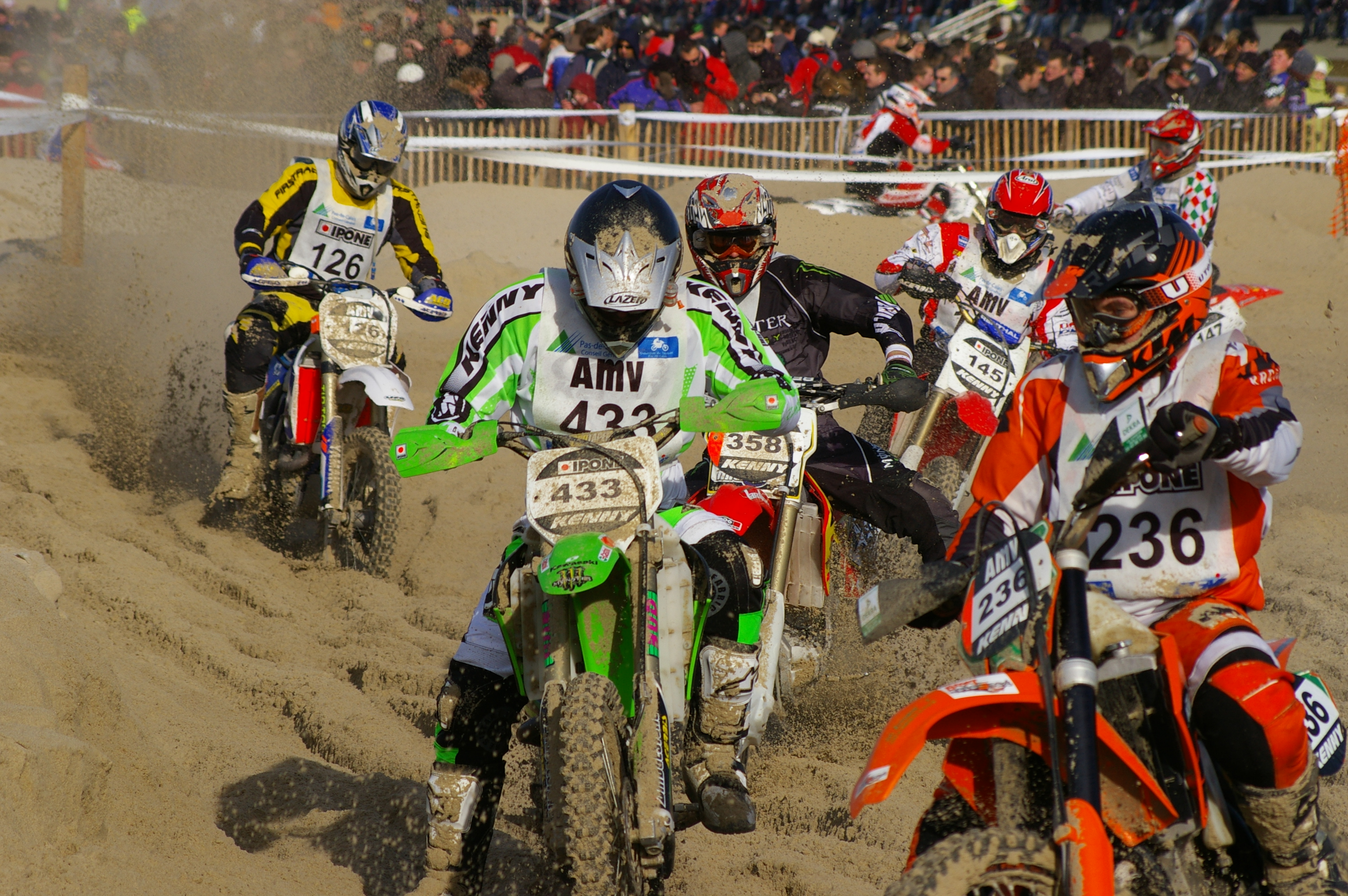
L'enduropale 2008.

Depuis le 16 février 1975, se déroule en février une compétition motocycliste, dans les dunes et sur la plage, créée par Thierry Sabine qui venait de terminer une école de journalisme et avait été embauché par la ville du Touquet-Paris-Plage comme attaché de presse avec pour mission, dans le cadre de la politique des « Quatre saisons », de trouver des activités attractives pour animer la période d'hiver. Initialement appelée Enduro du Touquet, elle a été rebaptisée « Enduropale » depuis février 2006 et ne présente plus qu'un parcours d'une quinzaine de kilomètres uniquement sur la plage afin de préserver les dunes.

#### Rallye du Touquet

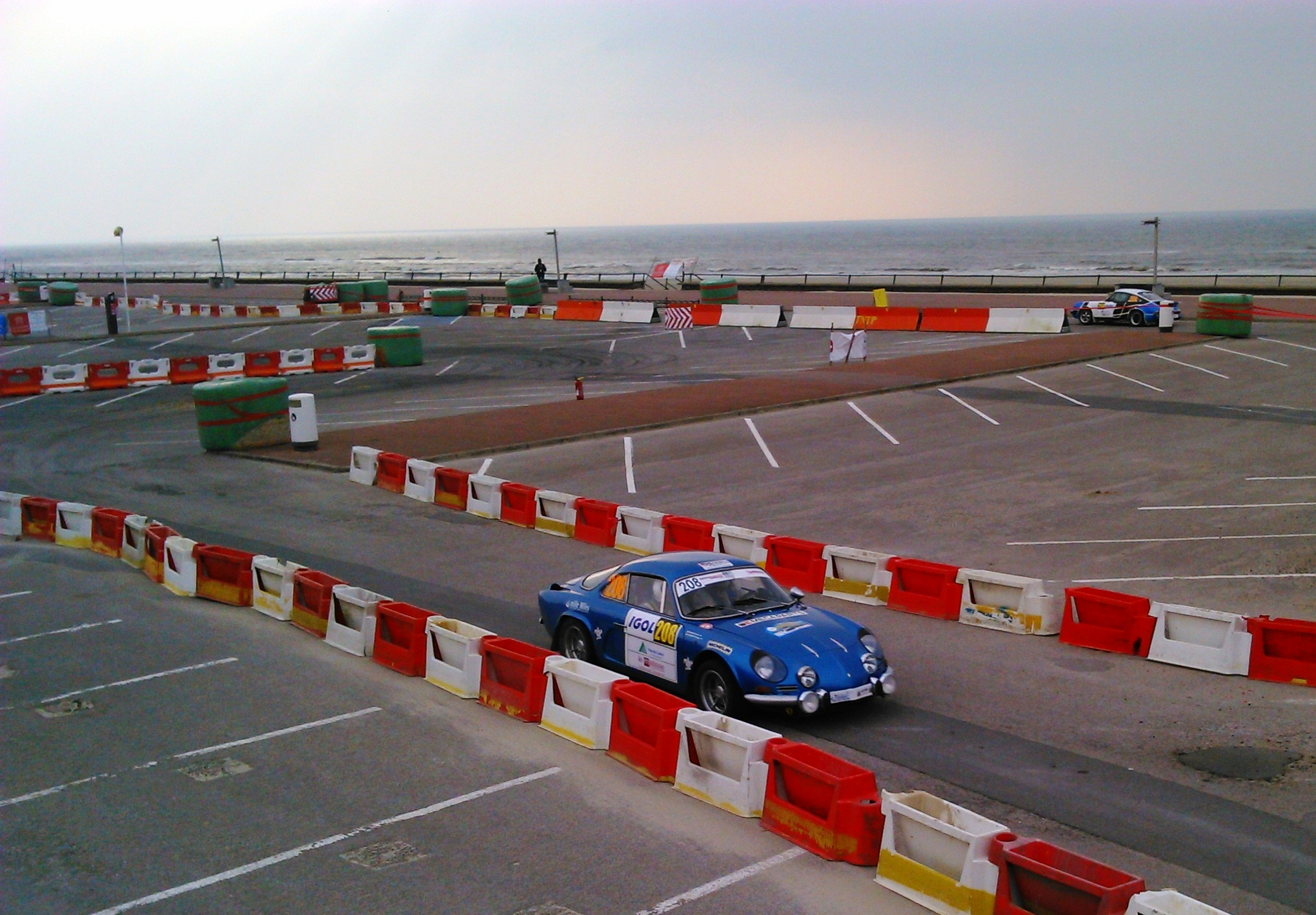
Le rallye du Touquet 2015, une Renault Alpine.

En 2010, pour son cinquantenaire, le rallye du Touquet est la première manche du championnat de France, à la place du rallye Lyon-Charbonnières, avec un parcours de 569,5 km, dont 231,16 km d'épreuves chronométrées en trois étapes et dix-huit épreuves spéciales.
Pour arriver à son cinquantenaire, il a fallu compter sur plusieurs générations d'acharnés. Parmi les plus persévérants, on peut citer Pierre Quételart puis Maurice Bonas, ensuite Francis Converset, qui l'a maintenu à bout de bras et enfin Philippe Flament, qui a amené le rallye de façon durable au plus haut niveau.
En compétition automobile, le rallye du Touquet (51e édition en 2011) est une manche devenue incontournable du championnat de France des rallyes de par la masse des spectateurs nordistes et belges présents sur le bord des routes.

### Sports nautiques

#### Char à voile

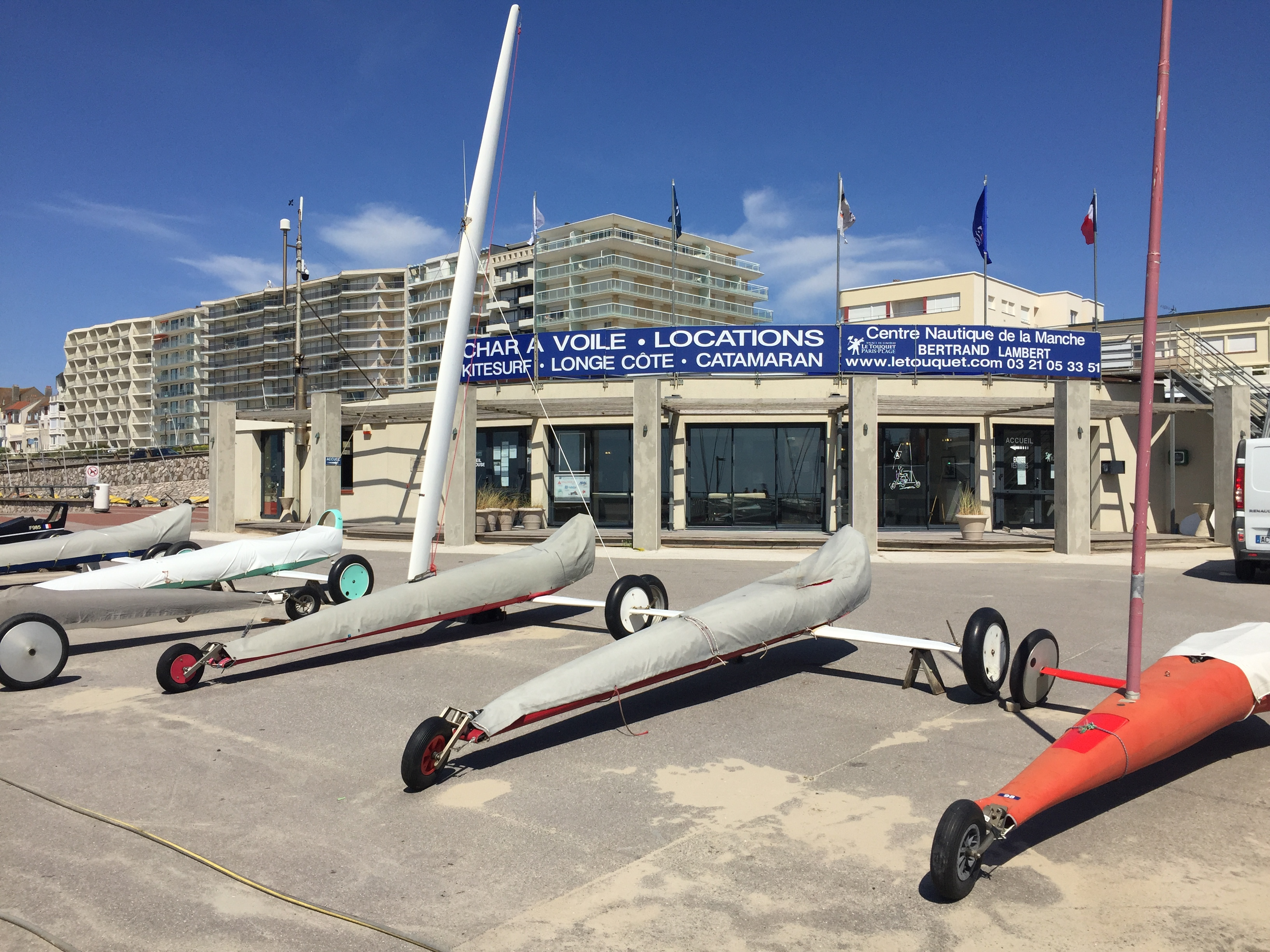
Le centre nautique de la Manche Bertrand Lambert.

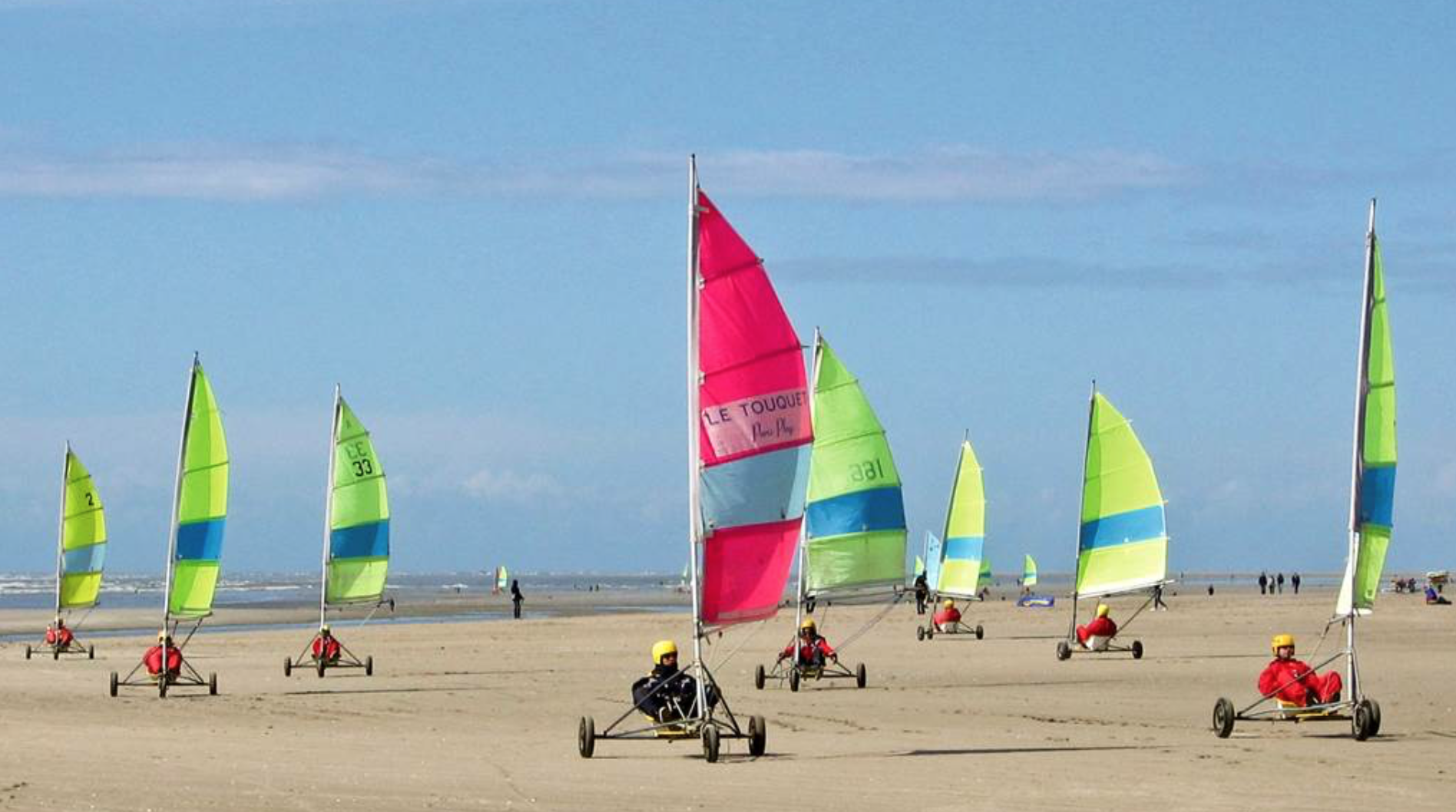

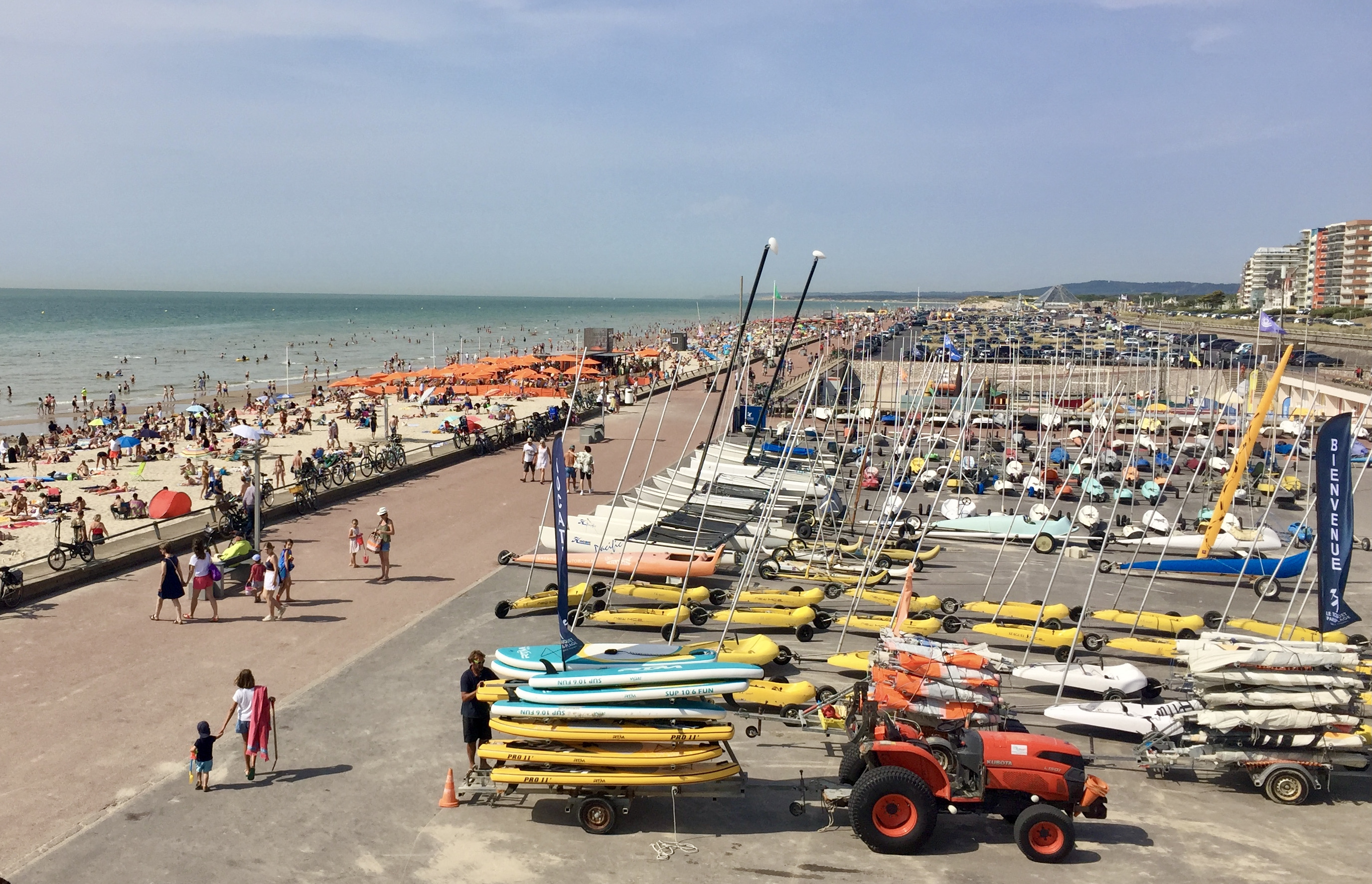

Le club de char à voile, appelé « centre nautique de la Manche Bertrand Lambert » ou « Blériot Club », a été dirigé par Bertrand Lambert, trois fois champion du monde de char à voile et recordman du monde de vitesse en char à voile le 7 avril 1991, : 151,5 km/h,. Le club organise des compétitions internationales. Jean-François Deborguere, moniteur au Blériot-Club, a dit, lors d'une interview « Le plus agréable dans ce sport, c'est la facilité. Cela s'apprend très vite, et l'on a des sensations très rapidement. Au bout d'une heure, tout le monde peut rouler. De grandes étendues de plage, pas de moteur, on éprouve vraiment un sentiment de liberté. Nos plages sont très techniques, il y a des trous, des bâches, cela présente beaucoup plus d'intérêt que des plages totalement linéaires ».
1911, premières évolutions, sur la plage, d’autos-voiles (char à voile), elles ont un double mât formant triangle avec l’essieu.
Un homme, passionné de char à voile, a marqué l'histoire de ce sport au Touquet-Paris-Plage, c'est Henri Demoury, qui vint, en 1952, installer son atelier à l'emplacement de l'actuel Blériot-club. En 1967, Monique Gimel, alias madame char à voile au Touquet-Paris-Plage, est la première femme à traverser le sahara (entre Colomb-Béchar et Nouakchott), lors du premier raid international, sur un char Demoury. Elle est accompagnée par le touquettois Christian Nau, ex-champion d'Europe de la discipline.
Le « Blériot Club » est le premier club d'aéroplage créé en France, en 1956, et qui est à l'origine de la fédération française de char à voile,.
Le club nautique de la Manche Bertrand Lambert du Touquet-Paris-Plage organise les championnats du monde de char à voile 2006, la France gagne 16 médailles sur 27, dont 6 en or, ce qui la classe première nation.

#### Club nautique

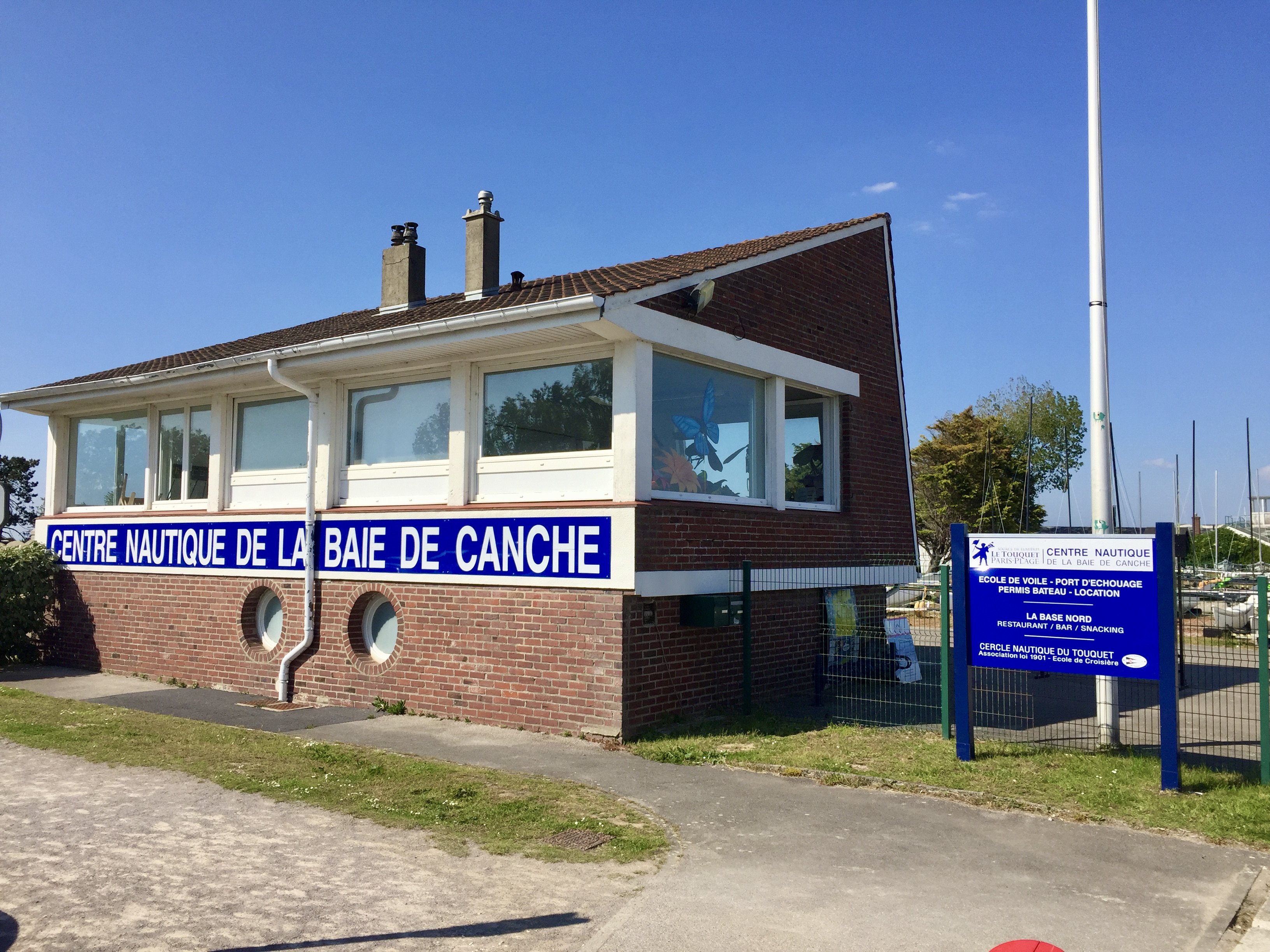

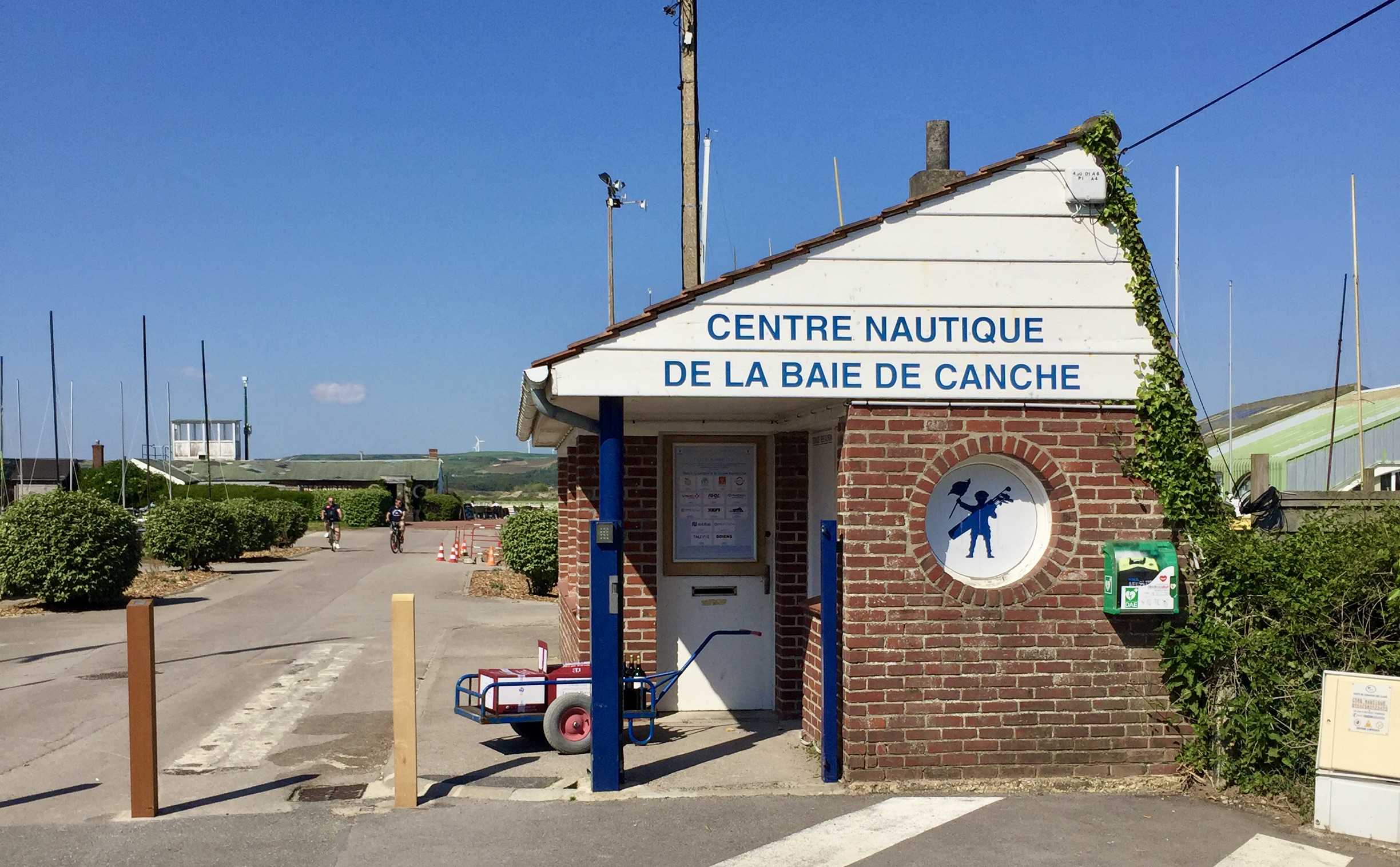

Le cercle nautique du Touquet (CNT) est créé en 1934, sous l'impulsion de Jules Dachicourt dit « Bibi ». Il est situé à l'extrémité nord du Touquet-Paris-Plage, au bout de l'avenue Jean Ruet, qui fut son président à partir de 1949. Plusieurs projets de port et de plan d'eau « permanent » ont été envisagés, un premier plan d'eau a été envisagé sur le territoire dit « du verdin », à l'est de l'avenue Jean Ruet, avec système d'écluses pour la retenue des eaux, mais ce projet a été abandonné, ensuite en 1927-1928, un second projet, avec un dossier complet, d'un port en eau profonde avec système d'écluses, est établi par M. Nijhoff, ingénieur conseil à La Haye et Bruxelles, ce port est également prévu dans le Verdin, la digue fut commencée mais le projet est abandonné rapidement, ensuite deux constructions importantes sont envisagées, il s'agit du barrage et de port Touquet, en effet, afin de pourvoir en eau potable la région lilloise, les ponts et chaussées propose la création d'un barrage afin de pouvoir pomper l'eau de la Canche et de la déverser dans la Lys, ce barrage est équipé, d'un système d'écluses permettant le passage des bateaux, de déversoirs pour évacuer le trop plein d'eau et une passe à poisson est aménagée, à cela s'ajoute une route, venant de Boulogne, qui passe sur ce barrage puis longe la Canche évitant le pont d'Étaples souvent encombré. Des ponts-levis laissent le passage des bateaux entre les écluses amont et aval. L'incidence sur la faune et la flore et le rapport du professeur Géhu de l'université de Lille conduisirent à l'abandon du projet, enfin un autre ancien projet ressurgit dans les années 1980, le port de plaisance du Touquet capable d'accueillir des voiliers et des yachts d'une certaine importance. Ce port doit être créé à proximité de la base nord, à l'emplacement d'un défoncé naturel qui servait de camping-caravaning. Ce projet, cher au maire Léonce Deprez supporté par le privé, comprend une marina, avec immeubles pour logements et commerces. La loi littoral donne le coup de grâce à ce projet. On s'oriente alors vers le projet d'un port de tourisme, sans intervention du privé, mais finalement ce projet ne voit pas, lui non plus, le jour. Néanmoins, demeure toujours l'actuel CNT qui attire les passionnés de navigation à moteur et surtout à voile.

### Sports loisirs

#### Aqualud
L'Aqualud est ouvert en 1985. En 2013, France 3 estime qu'il accueille en moyenne 150 000 visiteurs par an.
Il se compose de 4 000 m2 de piscines toboggans et jacuzzis intérieurs et de 4 000 m2 d'aires de jeux aquatiques extérieures.
En juillet 2021, la presse régionale annonce, la naissance d'un complexe hôtelier, en lieu et place de l'Aqualud, pour une ouverture à l'horizon 2024. Le projet comporte un hôtel 5 étoiles de 130 chambres avec un restaurant gastronomique porté par le chef local doublement étoilé, Alexandre Gauthier, un restaurant bistronomique, un bar panoramique, une piscine et un espace bien-être, des boutiques et des parkings enterrés. Le plongeoir Louis Quételart devrait être préservé.

#### Clubs de plage

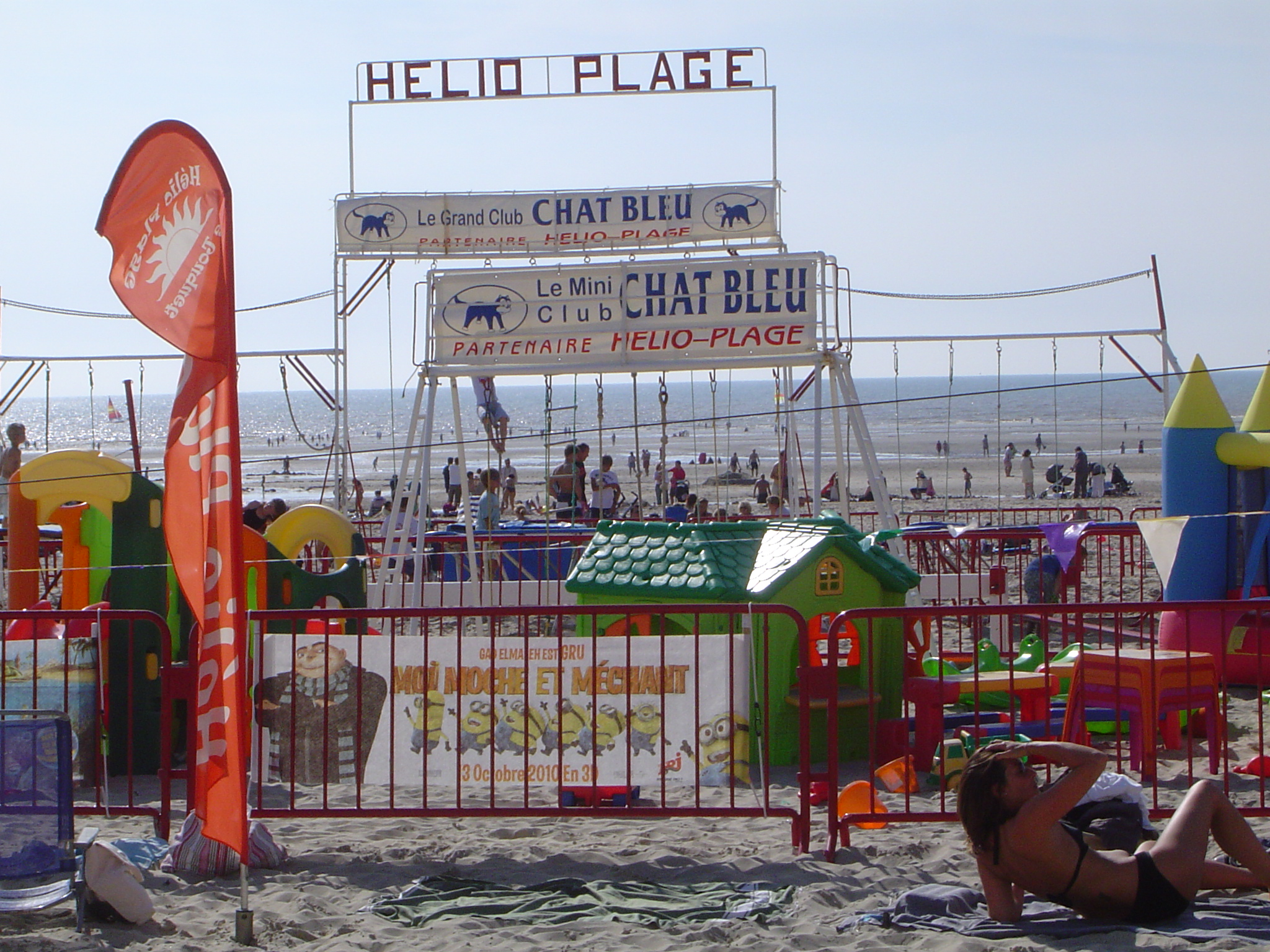

Depuis plusieurs décennies, des clubs de plage sont installés sur la plage.

#### Minigolf
Il est composé de deux parcours de 18 trous dont certains reprennent des bâtiments, des sports et des événements sportifs du Touquet-Paris-Plage.
C'est en 1954, qu'est créé le premier golf miniature (ladies putting club) sur la digue, entre la rue Léon-Garet et la rue d’Étaples.
Un minigolf a également existé, au début du XXe siècle, face au Royal Picardy.

#### Pêche en mer
Le 10 octobre 1929, quelques amoureux de la mer se réunissent au syndicat d'initiative afin de créer une société de pêche en mer, la Gaule Touquettoise est née avec comme président M. Bienfait assisté de MM. Dachicourt, Buisset, Falempin et Fournier. Le premier concours a lieu au mois d'août 1930. Le 24 mars 1932 l'assemblée générale renouvelle son comité, M. Dutour accède à la direction et M. Bienfait devient président d'honneur, le nombre de licenciés est de 78 ramené à 57 en 1934. Eugène Debune, assisté de MM. Levisse et Lagache, prend la présidence. Le 16 avril 1935 la société compte 170 licenciés et pour la première fois, la ville octroie une subvention.
Après la Seconde Guerre mondiale, Eugène Debune redonne vie à la société, se succèdent ensuite à la présidence, Albert Sergent (1966), François Duhautois (1972), Jean Gillet (1985), Bernard Thérier assure, jusqu'en 2004, le secrétariat.
Le « Gaulois » pratique la pêche du bars au printemps, du mulet en été et du flet toute l'année, pour garnir les appâts, il faut préalablement chercher dans le sable les arénicoles et néréides.
La Gaule Touquettoise a organisé le championnat de France en 1976. Patrick Dumont devient champion de France junior en 1978 suivi de podiums en 2007, 2008, 2010, tous dans les Landes. Les sélections en équipe de France cadette (en 2008 à Barcelone) et senior (Langebann, en Afrique du Sud, en 2010) pour les féminines, en font les meilleures représentantes de la station.

#### Terrain multisports

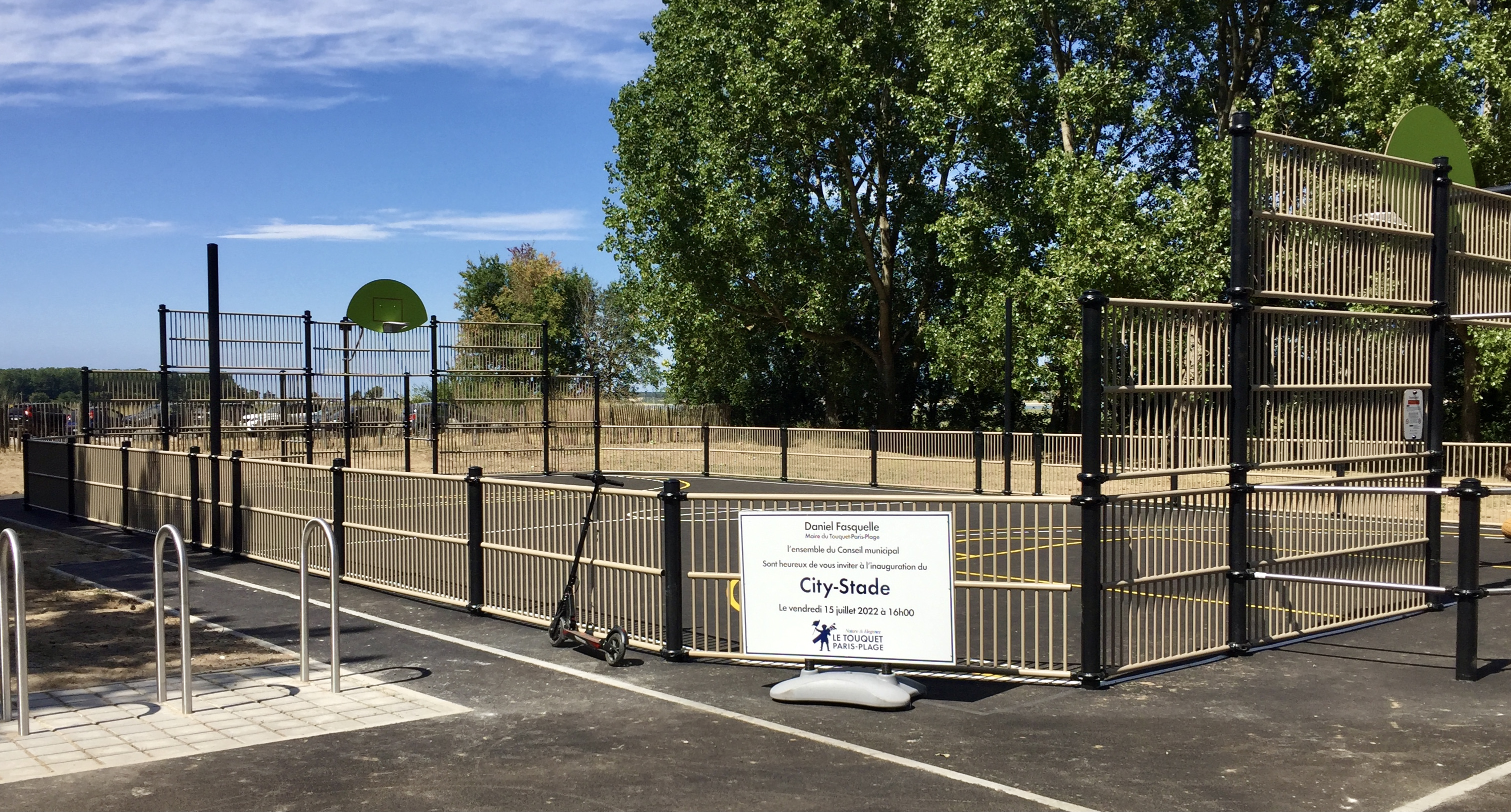

Le 15 juillet 2022, un city-stade est inauguré, à l'« espace Canche », sur le boulevard de la Canche.

## Pour approfondir

### Ouvrages et journaux
- J. Chauvet, C. Béal et F. Holuigue, Le Touquet-Paris-Plage à l'aube de son nouveau siècle 1882 - 1982, Éditions Flandres-Artois-Côte d'Opale, avril 1982

1. ↑  p. 93.

- Patrick Saudemont, Les 100 ans du Touquet-Paris-Plage, Michel Lafon, octobre 2011, 160 p.

1. ↑  p. 120.
2. ↑  p. 96.
3. 1 2  mars 2001, p. 11.

- Journal municipal Le Touquet Magazine puis Le Touquet Paris-Plage Info

1. ↑  décembre 1999, p. 6.
2. ↑  janvier 1996, p. 11.
3. ↑  octobre 2011, pp. 4-5.
4. ↑  juillet-août 2001, p. 11.

- Société académique du Touquet-Paris-Plage, 1912-2012 Un siècle d'histoires, Le Touquet-Paris-Plage, Éditions Henry, 2011, 226 p. (ISBN 978-2-917698-93-8)

1. ↑  p. 96, écrits de Michel Brebion.
2. 1 2 3 4 5  p. 42, écrits d'Alain Holuigue.
3. ↑  p. 142, écrits de Philippe Lyardet.
4. ↑  p. 160, écrits de Philippe Lyardet.
5. ↑  p. 184, écrits de Philippe Lyardet.
6. ↑  p. 134, écrits de Philippe Lyardet.
7. ↑  p. 162, écrits de Jean Gillet.
8. ↑  p. 126, écrits d'Alice Monthuy.
9. ↑  p. 140, écrits de Jean-Louis Bergounioux.
10. ↑  p. 214, écrits de Frédéric Quételard.
11. ↑  p. 110, écrits de Philippe Lyardet.
12. ↑  p. 154, écrits de Philippe Bataille.
13. ↑  p. 146, écrits de Jean Gillet.

### Autres sources
1. ↑  
« Monique Gimel, Madame char à voile », sur le site du quotidien Ouest France, 30 septembre 2013 (consulté le 18 janvier 2019).
2. ↑  source chronologie du Touquet-Paris-Plage par Fernand Holuigue, secrétaire perpétuel de la Société académique du Touquet-Paris-Plage
3. ↑  « Le Touquet, l'Audomarois, les Flandres, l'Artois - Le Tour 2014 roule chez nous », sur lepharedunkerquois.fr, Le Phare Dunkerquois, 25 octobre 2013.
4. ↑  « Le Touquet-Paris-Plage obtient un nouveau label : Ville à vélo du Tour de France. », Le Touquet-Paris-Plage infos,‎ été 2021, p. 4 (lire en ligne, consulté le 25 juillet 2021).
5. 1 2  Document municipal Réunion d'information 2006 des propriétaires Touquettois, p. 34.
6. ↑  Mairie du Touquet, Vers un nouveau siècle de lumières, 1er janvier 2012, p. 22, [lire en ligne].
7. ↑  
« Touquet Athletic Club Rugby », sur le site francefinalesrugby.franceserv.com de l'association Onepip (consulté le 17 janvier 2012).
8. ↑  « Touquet Athletic Club Rugby », sur le site francefinalesrugby.franceserv.com de l'association Onepip (consulté le 12 septembre 2019).
9. ↑  J.D., « Le Touquet «Bike And Run» a pris le départ sous le vent », La Voix du Nord,‎ 5 novembre 2022 (lire en ligne, consulté le 7 novembre 2022).
10. ↑  « Touquet Bike & Run », sur touquetbikeandrun.com (consulté le 7 novembre 2022).
11. ↑  Romain Douchin, « Le Touquet Raid Pas-de-Calais fête ses 20 ans ce week-end avec un beau programme », La Voix du Nord,‎ 1er avril 2022 (lire en ligne, consulté le 2 avril 2022).
12. ↑  Société académique du Touquet-Paris-Plage, Mémoires de la Société académique du Touquet-Paris-Plage 1997-1999, Le Touquet-Paris-Plage, Éditions Auréoline au Touquet-Paris-Plage édité en 2003, 127 p., page 101 écrits de Philippe Lyardet.
13. ↑  « TAC volley-ball et Beach-volley », sur tac-volley.com (consulté le 12 septembre 2019).
14. ↑  
Municipalité du Touquet-Paris-Plage, « Touquet-Paris-Plage infos », trimestriel,‎ novembre 2019, p. 7 (lire en ligne, consulté le 17 novembre 2019).
15. ↑  Sylvain Liron, « Athlétisme: deux clubs d’athlétisme au Touquet, c’est bientôt fini, le TAC est de retour », Nord éclair,‎ 7 novembre 2020 (lire en ligne, consulté le 11 janvier 2021).
16. ↑  Bertrand Garret, « Le badminton a ses adeptes au Touquet », La Voix du Nord,‎ 7 octobre 2022 (lire en ligne, consulté le 10 octobre 2022).
17. ↑  « Trail des 2 baies », sur traildes2baies.fr (consulté le 21 janvier 2022).
18. ↑  Lucas Delattre, « Revoilà un Trail des 2 Baies « 100 % nature, sans une traversée de route » », La Voix du Nord,‎ 22 janvier 2022 (lire en ligne, consulté le 22 janvier 2022).
19. ↑  Elza Goffaux (photogr. Johan Ben Azzouz), « Les organisateurs du Trail de la Passe-Pierre s’attendent à une forte affluence ce jeudi de l’Ascension », La Voix du Nord,‎ 26 mai 2025 (lire en ligne , consulté le 27 mai 2025).
20. ↑  Arrêté du 19 janvier 2000 du ministre chargé des Sports (Bulletin officiel du ministère de la jeunesse et des sports du 29 février 2000)
21. ↑  « Club d'échecs du Touquet-Paris-Plage », sur echecs.asso.fr (consulté le 12 septembre 2019).
22. ↑  Mairie du Touquet, Vers un nouveau siècle de lumières, 1er janvier 2012, p. 6, [lire en ligne].
23. ↑  
« Descriptif Technique », sur le site de l'office de tourisme du Touquet-Paris-Plage (consulté le 17 janvier 2012).
24. ↑  
(en) « Junior Davis Cup », sur le site de la coupe Davis (consulté le 19 janvier 2012).
25. ↑  
« Open féminin 2011 », sur le site de l'Open Féminin du Touquet-Paris-Plage (consulté le 17 janvier 2012).
26. ↑  
« ITF féminins - OPEN INTERNATIONAL DU TOUQUET - EDITION 2006 », sur un site de la fédération française de tennis (consulté le 22 janvier 2012).
27. 1 2  « Actualités tir à l'arc », sur tiralarc.touquet-assos.netwok.f (consulté le 12 septembre 2019).
28. ↑  « Stand de tir à l'arc », sur sportenfrance.fr (consulté le 12 septembre 2019).
29. ↑  Municipalité du Touquet-Paris-Plage, « Touquet-Paris-Plage infos », trimestriel,‎ novembre 2019, p. 7 (lire en ligne, consulté le 18 novembre 2019).
30. ↑  Site consacré à l'histoire du char à voile.
31. ↑  Site de l'Association sportive des pilotes et propriétaires de classe 3 et formule A.
32. ↑  Journal municipal Paris-Plage, juillet 1996, p. 12.
33. ↑  Journal municipal Paris-Plage, novembre 1997, p. 10.
34. ↑  
« Page d'accueil », sur le site du Blériot-Club (consulté le 17 janvier 2012)
35. ↑  Jean-François Deborguere, moniteur au Blériot-Club, in Valeurs actuelles, 23 juillet 2004, p. 59
36. ↑  La Voix du Nord, « Le Blériot club du Touquet rend hommage à deux figures de la voile et du char à voile », La Voix du Nord,‎ 24 juin 2022 (lire en ligne, consulté le 6 juillet 2022).
37. ↑  « Histoire du char à voile dans la famille Demoury », sur le-tour-d-afrique.over-blog.net (consulté le 26 février 2021).
38. ↑  (en) « Newsletter 15 », sur Site de la fédération internationale de char à voile (consulté le 26 février 2021).
39. ↑  
Emmanuel Pall, « L'Aqualud au Touquet », sur le site de la chaîne France 3 Nord-Pas-de-Calais, 30 avril 2013 (consulté le 18 janvier 2019).
40. ↑  « « The Dune » l’un des plus beaux hôtels
d’Europe bientôt sur la plage du Touquet. », Le Touquet-Paris-Plage infos,‎ été 2021, p. 8 (lire en ligne, consulté le 25 juillet 2021).